# История фотоискусства
История фотоискусства охватывает развитие фотографии как одного из изобразительных искусств с середины XIX века до настоящего времени.

## Рождение фотографии (1840-е—1870-е)
В первое десятилетие существования фотографии её основными технологиями были дагерротипия и в меньшей степени калотипия; в 1850-е годы их постепенно вытесняет коллодионный процесс, позволивший существенно сократить выдержку при съёмке (если у Дагерра в 1839 году время выдержки составляло 10 и более минут, а в 1840—1841 уже уменьшилось до 10 секунд, то при коллодионном процессе выдержка сократилась до нескольких секунд и даже менее секунды). Традиции европейской живописи и длинная выдержка приводили к необходимости позирования, то есть к постановочному характеру ранней фотографии, если на ней присутствовали люди.

### Коммерческая и прикладная фотография

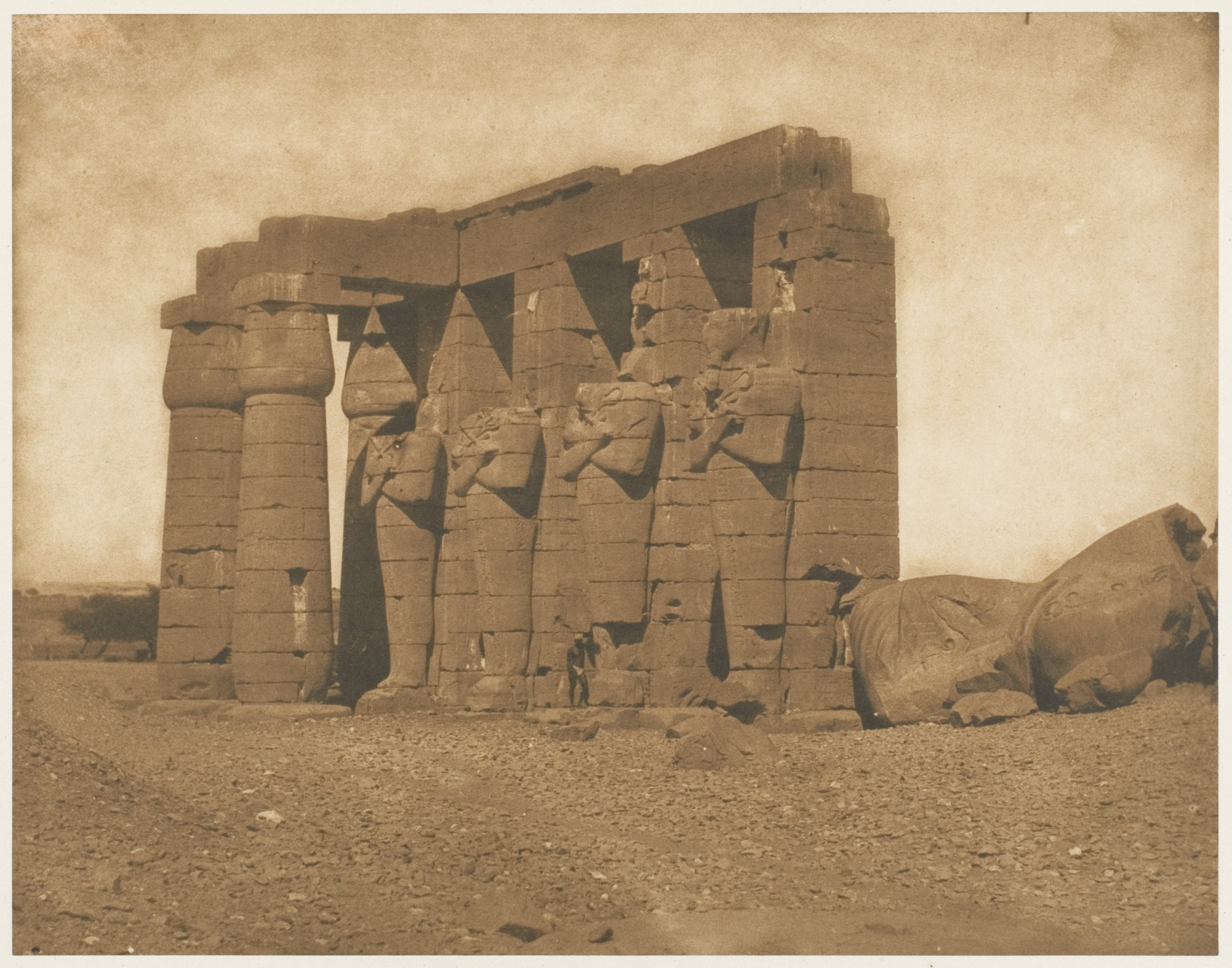
М. Дюкан, Колоссы Рамессеума, 1850

В первые же годы начинает бурно развиваться коммерческая фотография, прежде всего портретная и видовая. Для изготовления портретов открываются многочисленные фотоателье (уже в 1841 году в одном Париже их более десяти). В 1854 Диздери патентует технологию изготовления «визитных карточек» — фотографий небольшого формата, которые благодаря своей дешевизне быстро приобретают огромную популярность; начинается коллекционирование «визиток» знаменитостей. Для создания видовых снимков фотографы, такие как знаменитый Феликс Беато, отправляются в дальние страны — от Италии, Греции и Египта до Японии — и даже открывают там студии; их снимки с пейзажами, архитектурными памятниками, жанровыми сценками продаются на месте приезжим туристам или издаются по возвращении из экспедиции в виде книг.

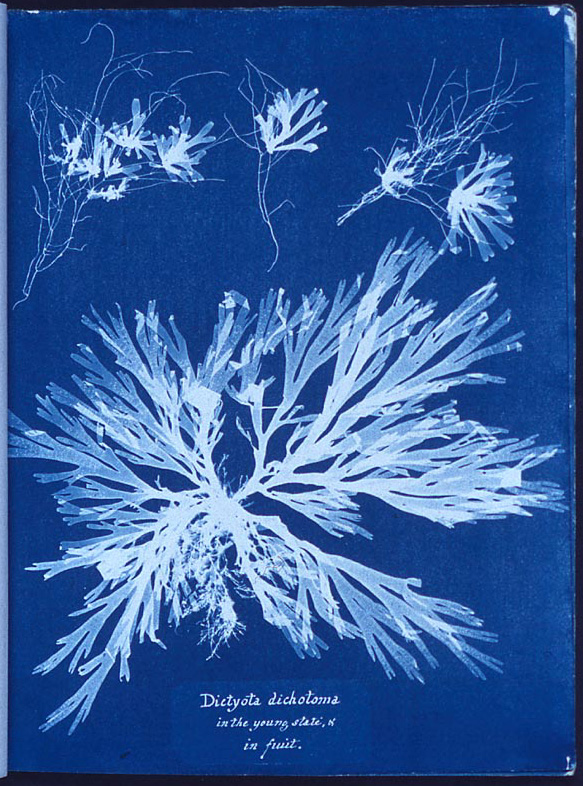
А. Аткинс, 1843. Фотограмма из альбома «Британские водоросли». Цианотипия

Развивается и прикладная фотография — научная (пример — альбом «Британские водоросли» Анны Аткинс, 1843) и медицинская, полицейская, архитектурная (пример — Гелиографическая экспедиция 1851 года) и иная.

### Предшественники документальной фотографии

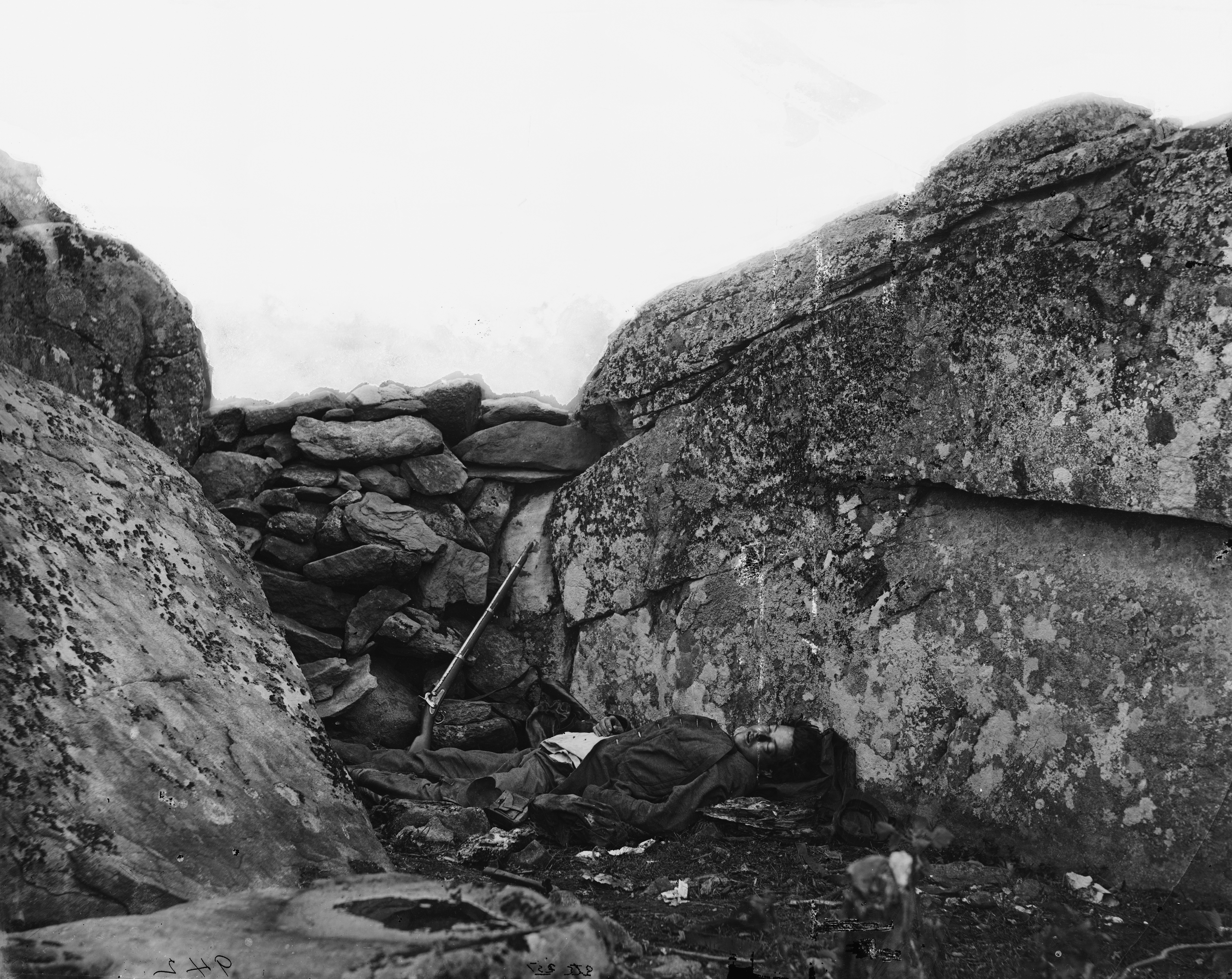
А. Гарднер. Дом мятежного снайпера, 1863

Роджера Фентона, запечатлевшего в 1855 году Крымскую войну, называют первым военным фотографом, а Гражданская война в США благодаря усилиям Мэттью Брэди, Александра Гарднера, Тимоти О'Салливана становится первой, породившей значительный массив фотодокументов. Из-за технических ограничений снимаются пока не сами боевые действия, а лишь их последствия, как на известной фотографии О’Салливана «Жатва смерти» (1863), а также виды военного лагеря, портреты участников и т. п. Интересно, что на некоторых знаменитых военных фотографиях историки обнаруживают следы манипуляций со сценой для придания ей большей выразительности (так, на фотографии «Дом мятежного снайпера» (1863) А. Гарднера перемещены тело и винтовка, а на фотографии «Долина смертной тени» (1855) Р. Фентона, возможно, перенесены пушечные ядра).

### Ранняя художественная фотография

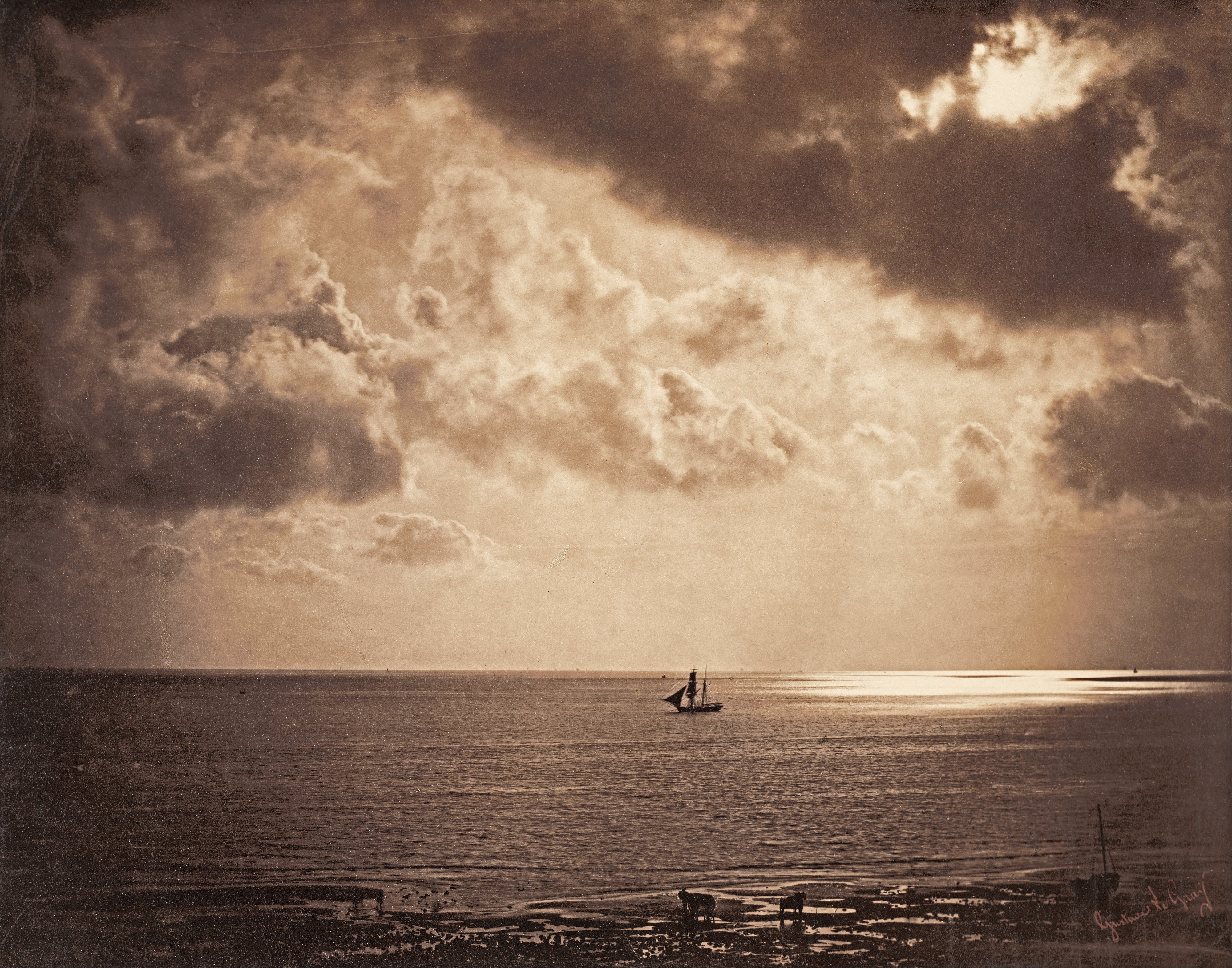
Г. ле Гре. Бриг в море, 1856. Композитная печать с двух негативов

Трудно провести чёткую границу между сугубо информационной («протокольной», доносящей до зрителя фактический образ) и эстетической функциями фотографии; так, упомянутые манипуляции при съёмке военных сцен уже говорят о стремлении к художественному эффекту. Существенным критерием является здесь само намерение фотографа. Одними из первых такое намерение пытаются воплотить во второй половине 1840-х Дж. Э. Мейолл и Габриель Харрисон, а Гюстав ле Гре в 1852 году пишет: «Моё заветнейшее желание состоит в том, чтобы фотография, вместо того, чтобы подпасть под власть индустрии и коммерции, была бы включена в число искусств. Это единственно достойное ее место, и как раз в этом направлении я всегда буду стараться ее направлять». В 1850-е такой подход фотографа к своей деятельности — уже не редкость.

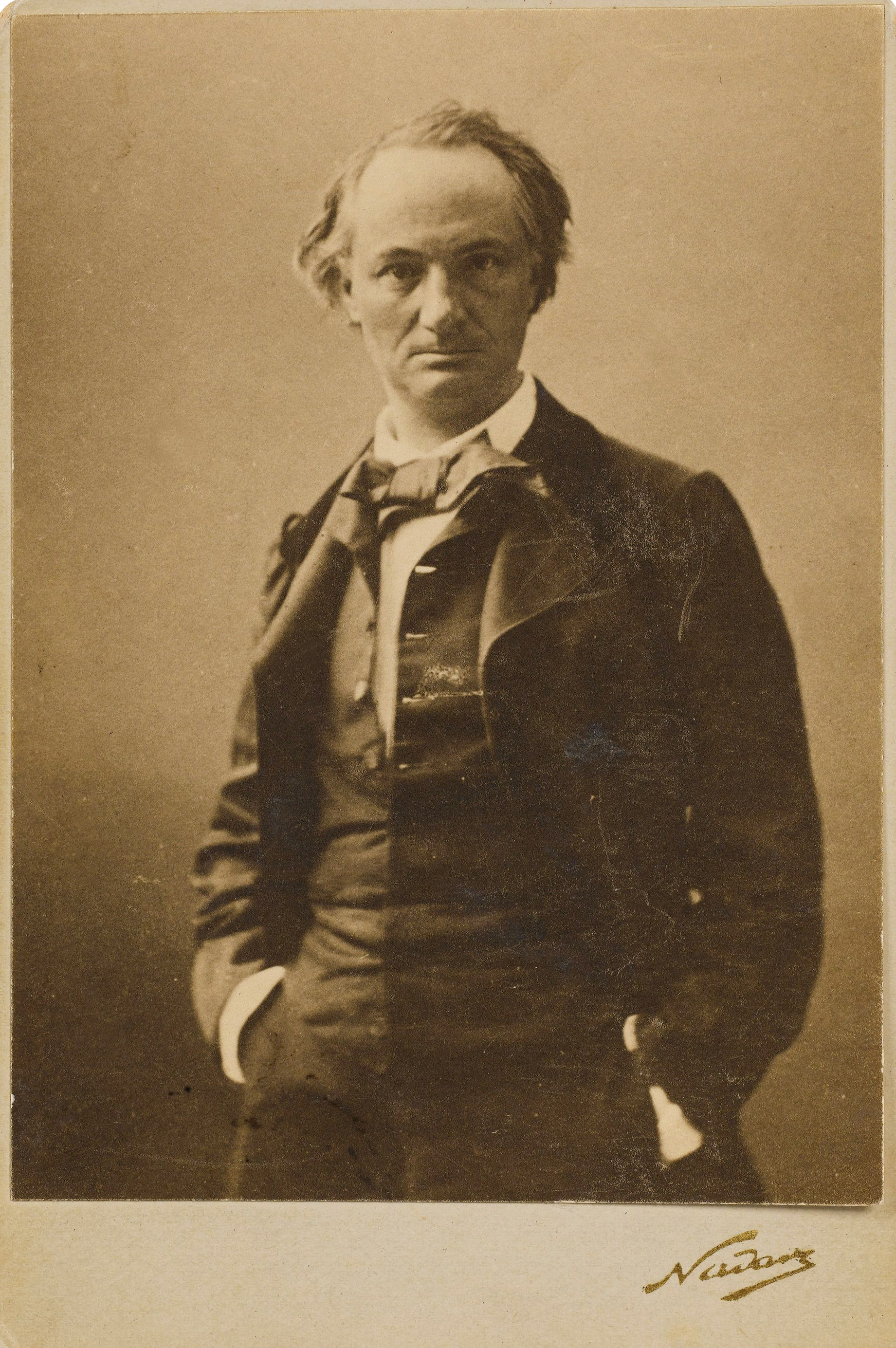
Надар. Портрет Шарля Бодлера, 1855

Среди жанров ранней художественной фотографии, как и в коммерческо-прикладной съёмке, почётное место занимает фотопортрет — в особенности знаменитостей. Снимаются пейзажи — природные и городские виды, архитектурные сооружения. Нередки более или менее постановочные жанровые сценки, унаследованные от жанровой живописи. В викторианской Великобритании во второй половине 1850-х перекочёвывают в фотографию популярные «живые картины», создаются театрализованные портреты и костюмные сценки: формируется течение «фотография как высокое искусство» (High art photography) — постановочная по форме и тяготеющая к христианской моральной аллегории по содержанию.

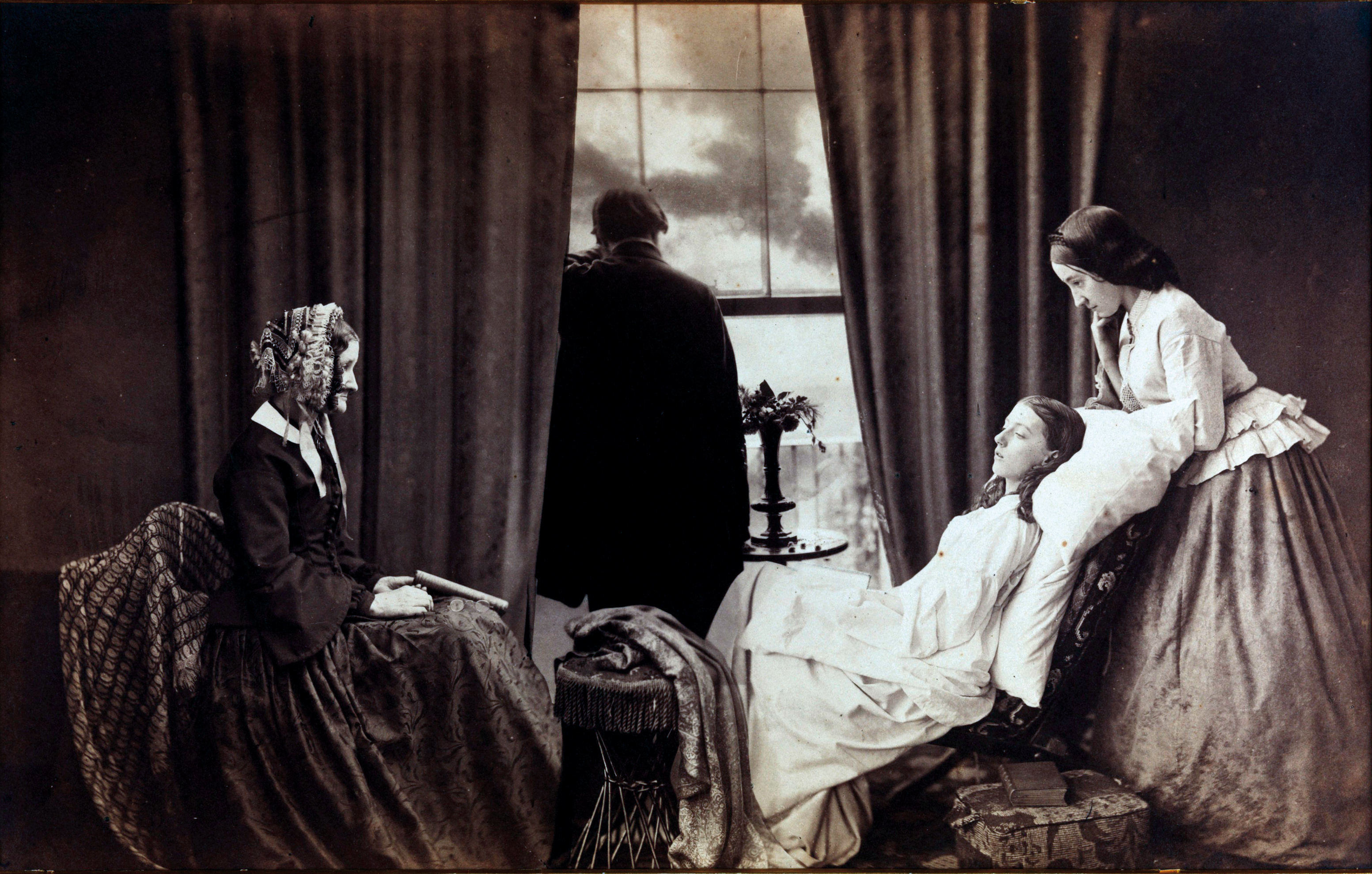
Г. П. Робинсон. Угасание, 1858. Композитная печать с пяти негативов

Первыми крупными фотохудожниками XIX века были: Надар, Гюстав ле Гре во Франции; представители high art photography О. Г. Рейландер, Генри Пич Робинсон, Джулия Маргарет Кэмерон в Англии; Дэвид Хилл с Робертом Адамсоном в Шотландии. Оскар Рейландер в 1855 году одним из первых применил раннюю форму фотомонтажа — композитную печать с нескольких негативов и в дальнейшем использовал её для создания сложных многофигурных композиций, самая известная из которых — «Два пути жизни» (1857) — отпечатана с 30 или 32 негативов. Гюстав ле Гре в особенности прославился морскими пейзажами, которые для увеличения фотографической широты обычно печатал с двух негативов. Мастер психологического портрета Надар в 1858 году первым фотографирует с воздушного шара, а в 1860—1862 годах делает серию снимков парижских катакомб и канализации.
Институциональное признание даётся фотографии нелегко. Как правило фотографии демонстрируются в научно-техническом разделе выставок. Так, на Салоне 1859 года калотипы Гюстава ле Гре сперва выставляются вместе с литографиями, а когда выясняется техника их создания, перемещаются в научный отдел. При подготовке к Всемирной выставке 1862 года фотографы настаивают на месте в разделе изящных искусств, но добиваются лишь того, что «фотография демонстрируется вообще отдельно — ни как техника, ни как художественное творчество, а как независимая сфера деятельности». Борьба за признание фотоискусства продолжается до конца века.

## Фотография доВторой мировой

### Художественная фотография

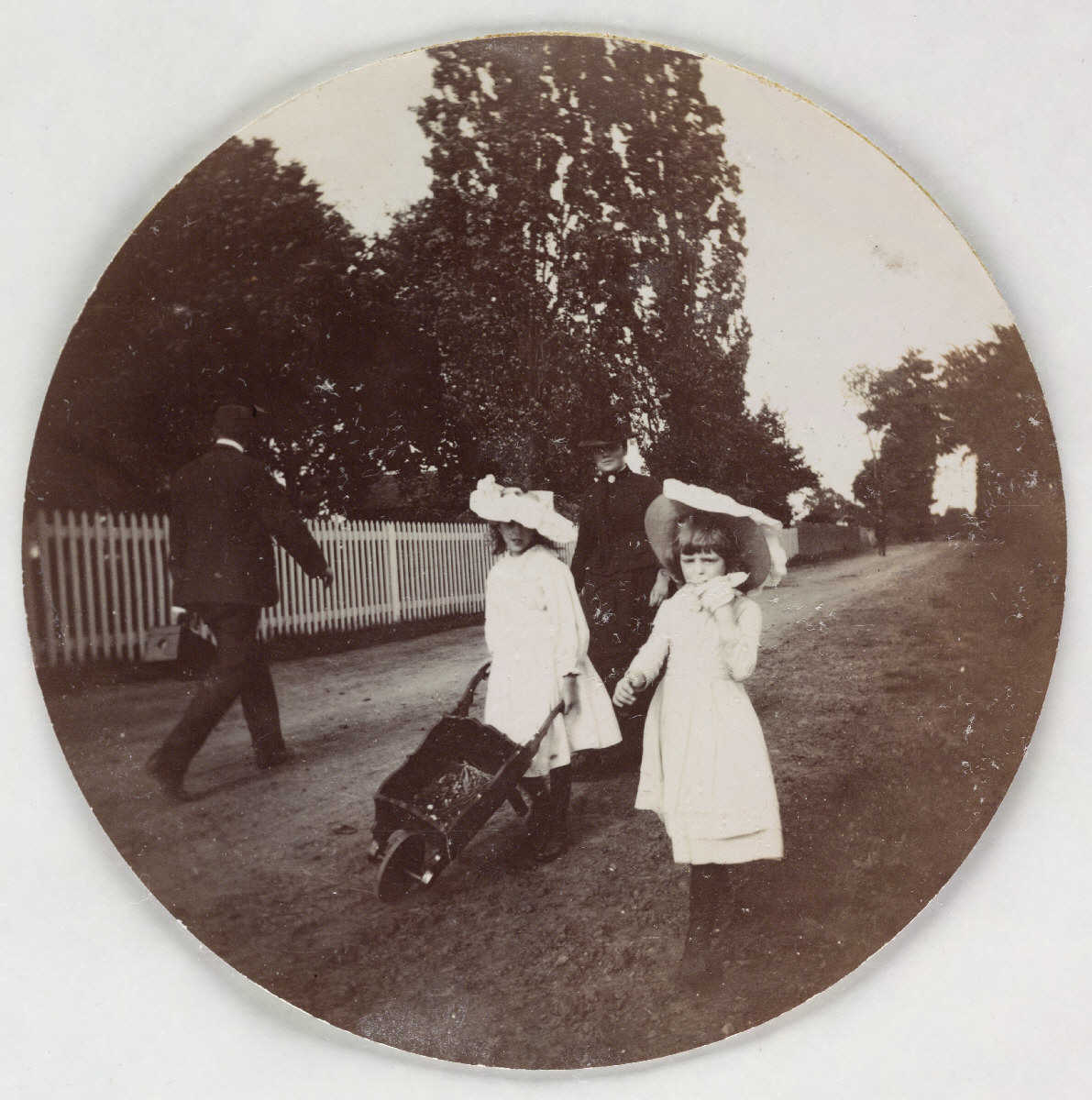
Снимок на «Kodak No. 1», ок. 1890

В 1880-е благодаря фирме «Eastman Kodak» появляется рулонная целлулоидная фотоплёнка и любительская бокс-камера «Kodak No. 1» (1888), позволившая непрофессионалу получать резкие мгновенные фотографии с рук: «Вы нажимаете на кнопку, мы делаем всё остальное» — гласил рекламный слоган. Получение простого «документирующего» снимка перестаёт составлять проблему, что стимулирует художественные поиски.

#### Пикториализм
На 1880-е — 1910-е годы приходится расцвет пикториализма — международного движения, представители которого провозгласили близость фотографии к живописи и стремились привнести в художественную фотографию живописные приёмы и эффекты. Живопись и раньше оказывала на фотографию значительное влияние, но теперь образцом становятся уже не академическая живопись и прерафаэлиты, а «импрессионизм (в смысле размытости изображения) и символизм (в смысле сюжетно-жанровом)». Для достижения живописного эффекта используются мягкорисующие объективы типа монокля (иногда также фильтры), ретушь негативов и специальные методы печати.
В 1892 году ветеран художественной фотографии Г. П. Робинсон с соратниками учредил в Великобритании пикториалистское сообщество «Сомкнутое кольцо»; в 1902 году Альфред Стиглиц основал в США аналогичную группу «Фото-сецессион» и влиятельный журнал «Camera Work». В Австрии в 1897 году сторонники движения Генрих Кун, Гуго Геннеберг и Ганс Ватцек объединились в группу «Трилистник» (лат. «Trifolium», нем. «Kleeblatt»). Крупнейшими пикториалистами были англичане Фрэнк Мидоу Сатклифф, теоретик и практик Питер Генри Эмерсон, члены «Фото-сецессиона» Альфред Стиглиц, Эдвард Стейхен, Элвин Коберн, Кларенс Уайт, представляющий крайности стиля француз Робер Демаши. В 1910 году Фото-сецессион провёл в «Художественной галерее Олбрайта» масштабную "Международную выставку пикториальной фотографии", представив более 600 работ 65 авторов.
В России пикториализм сформировался несколько позднее, зато и развивался дольше — с начала XX века до второй половины 1930-х годов (Сергей Лобовиков, Алексей Мазурин, Анатолий Трапани, Николай Андреев, Николай Петров, мастер портрета Моисей Наппельбаум, Василий Улитин, Александр Гринберг, Юрий Ерёмин, Николай Свищев-Паола и другие).

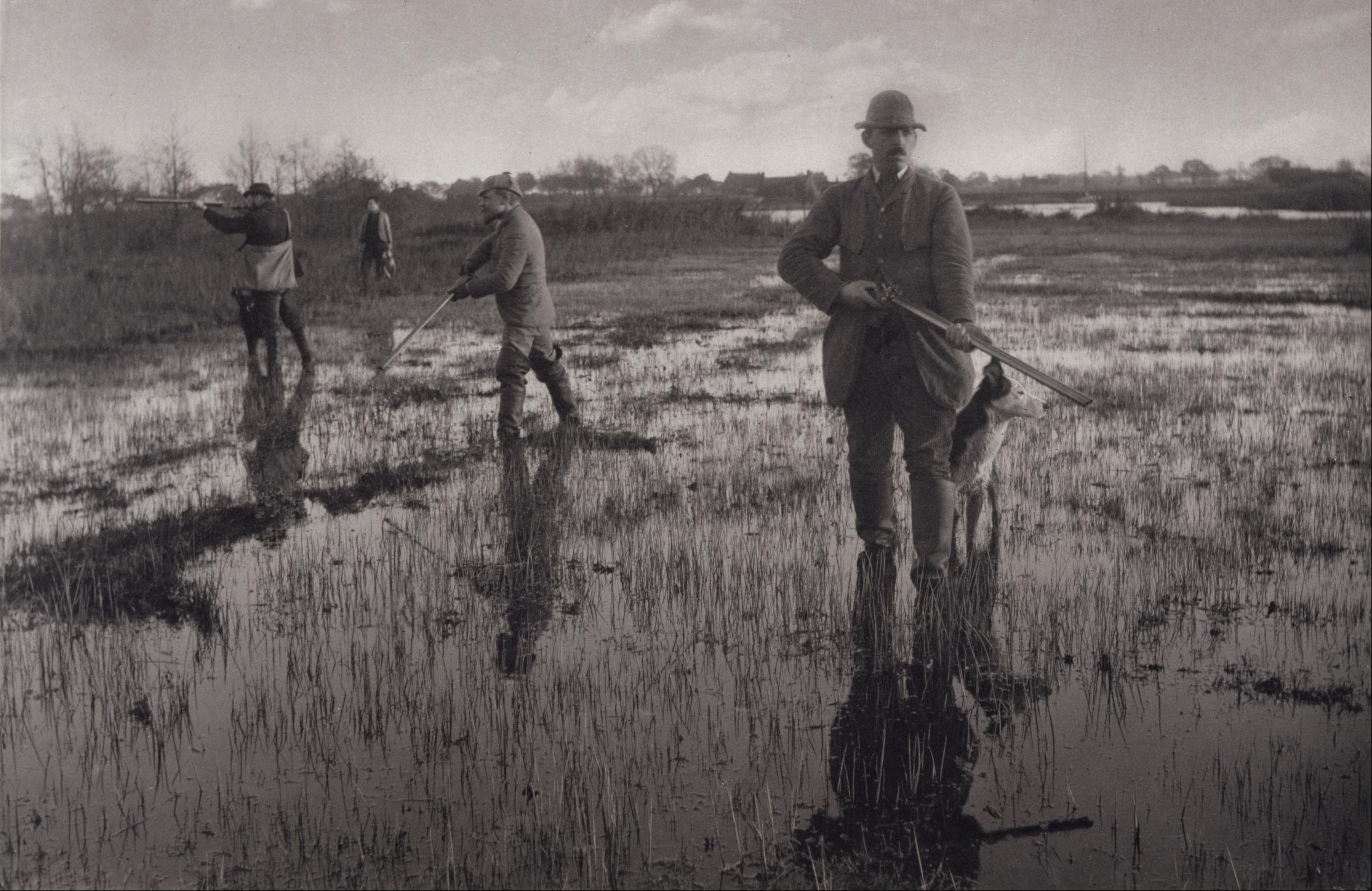
П. Г. Эмерсон. Стрельба бекасов, опубл. 1886
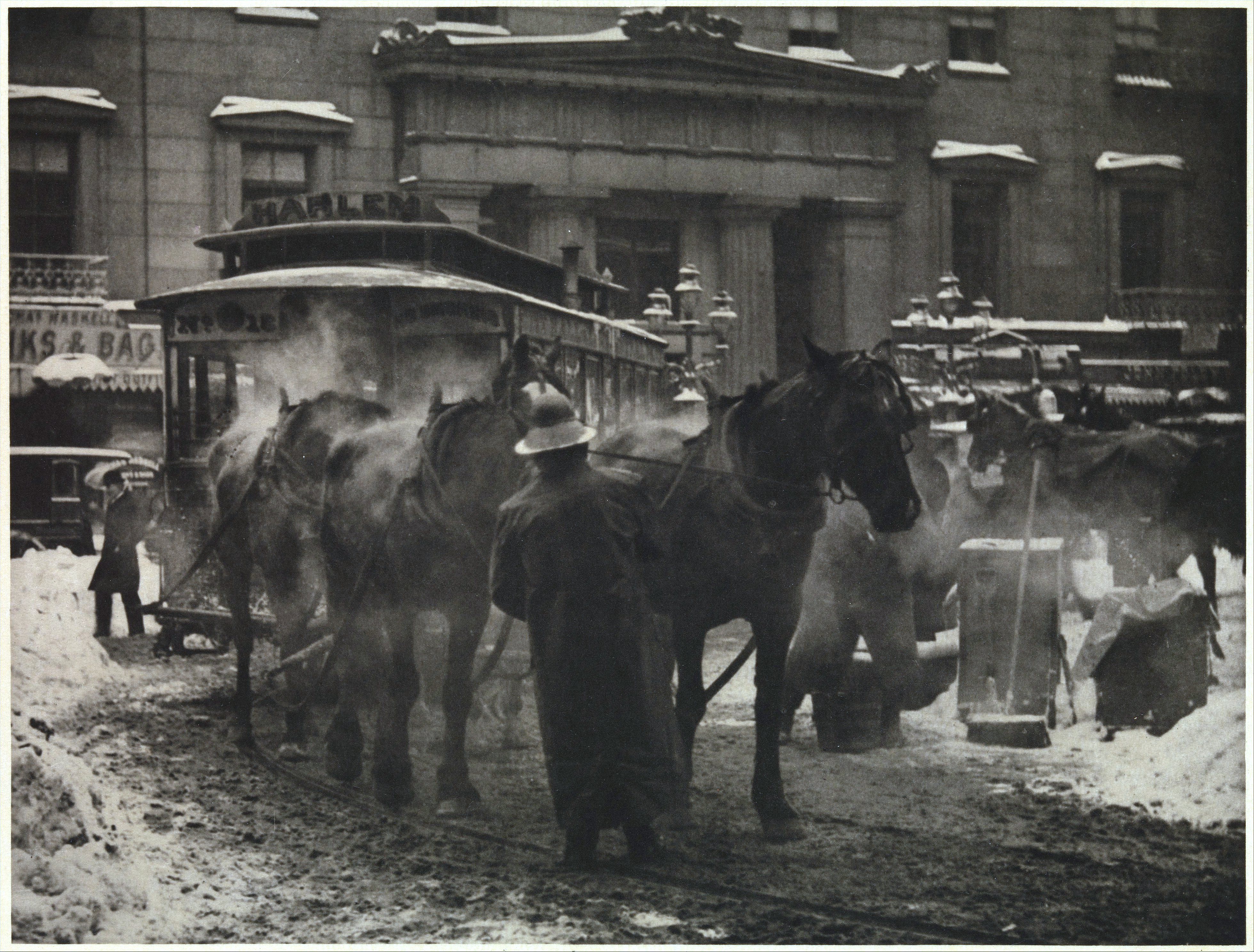
А. Стиглиц. Вокзал, 1892
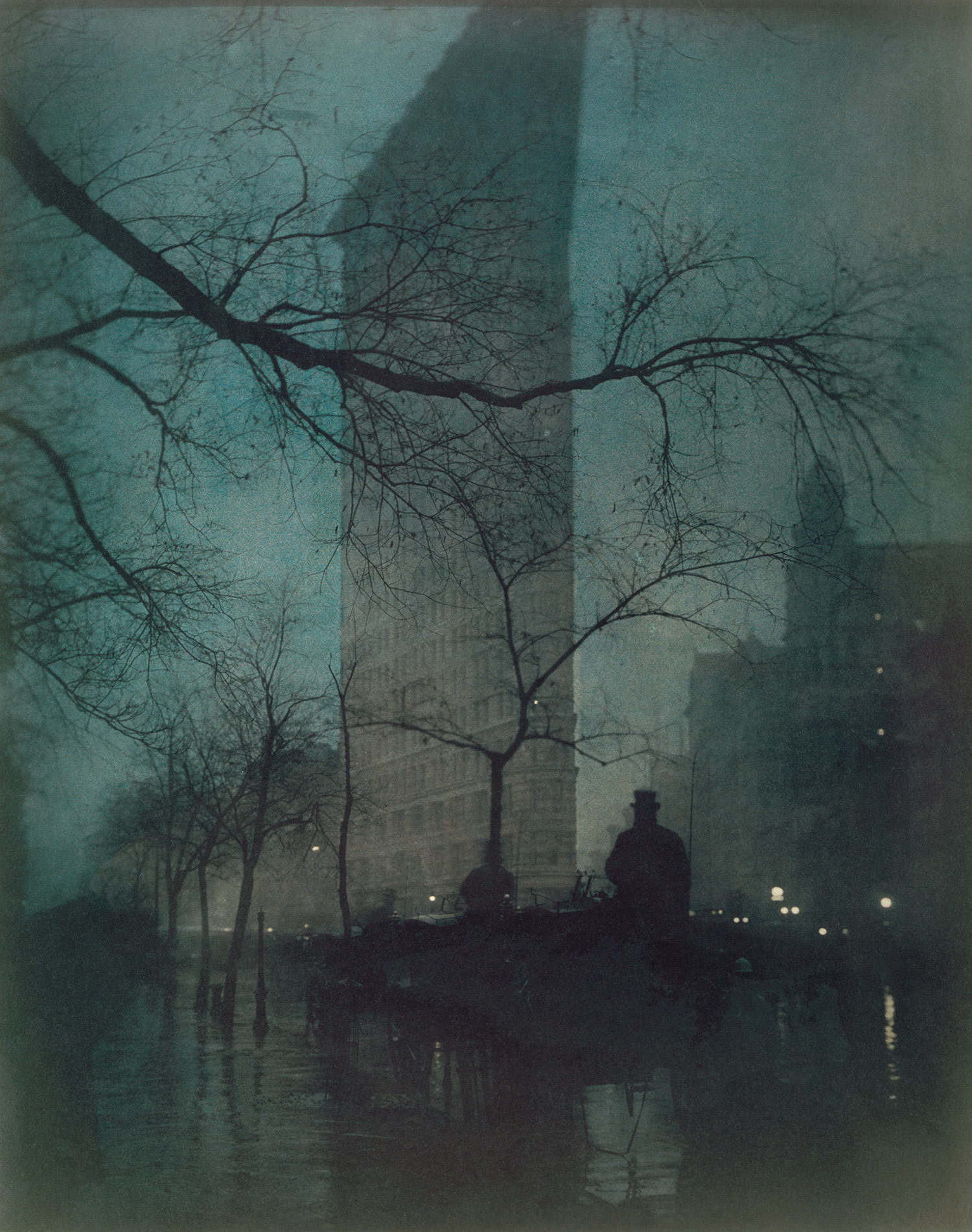
Э. Стейхен. Дом-утюг, 1904. Гумбихроматная печать
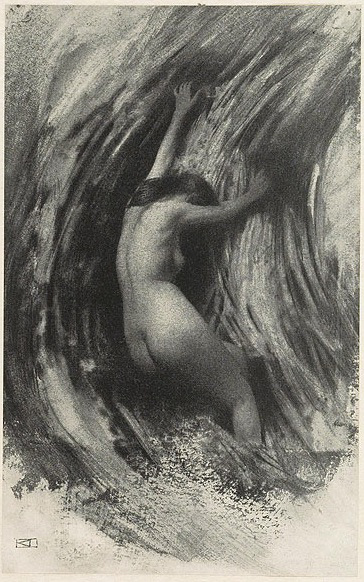
Р. Демаши. Борьба, опубл. 1904. Гумбихроматная печать

#### Модернизм

##### Прямая фотография в США

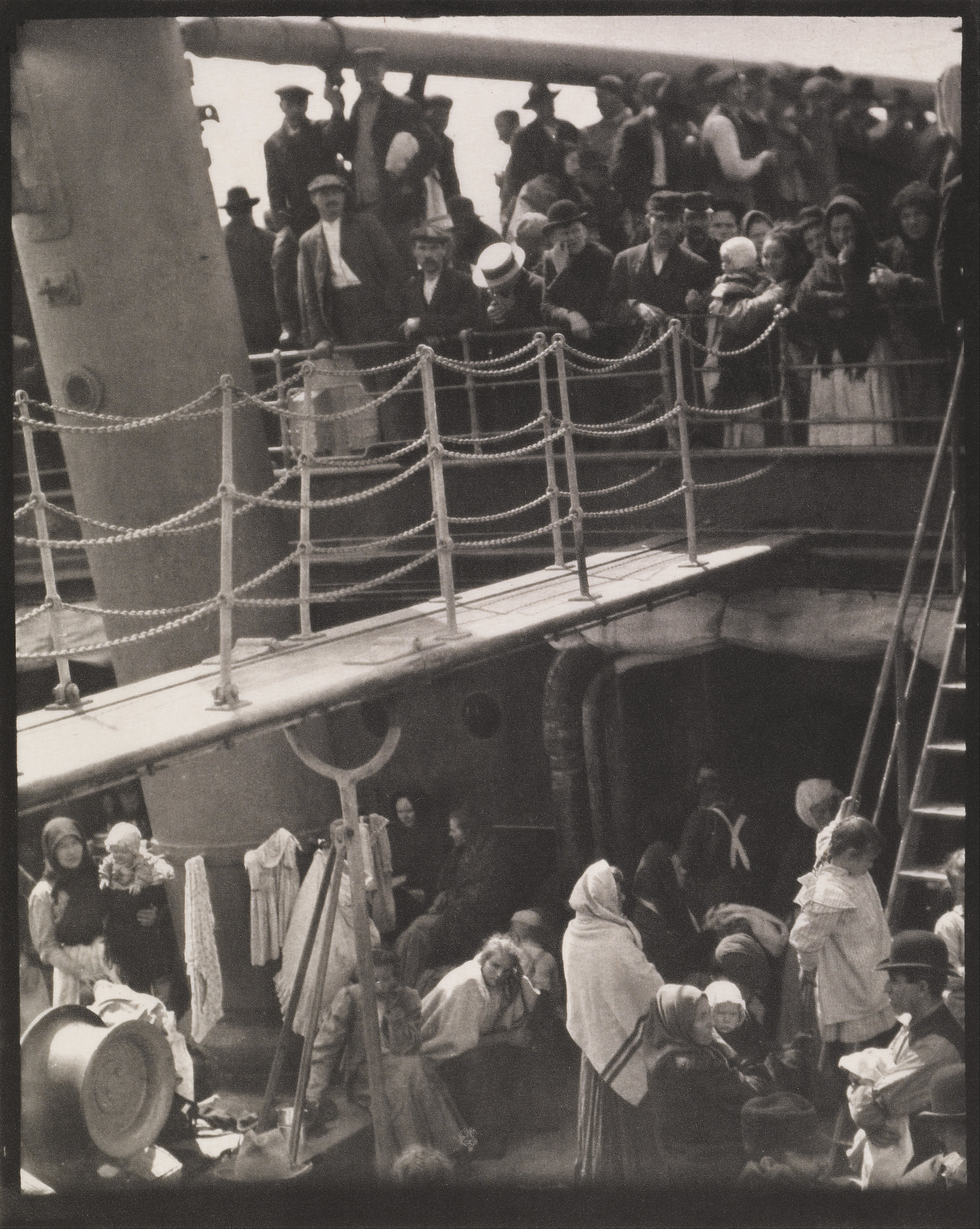
А. Стиглиц., 1907. — Фотография знаменует поворот от пикториализма к модернизму

В США в 1910-е годы пикториализм начинает вытесняться прямой фотографией, первым приверженцем которой считается Пол Стрэнд. Фотография вовсе не должна подражать живописи, утверждает этот подход: мягкорисующие объективы сменяет резкий фокус, акцент в работе фотографа переносится с печатного процесса к съёмочному. Стиглиц поддерживает Стрэнда: «Фотографы должны научиться не стесняться того, что их фотографии выглядят как фотографии» — пишет он в 1913 году и сам постепенно переходит от пикториализма к этой манере.

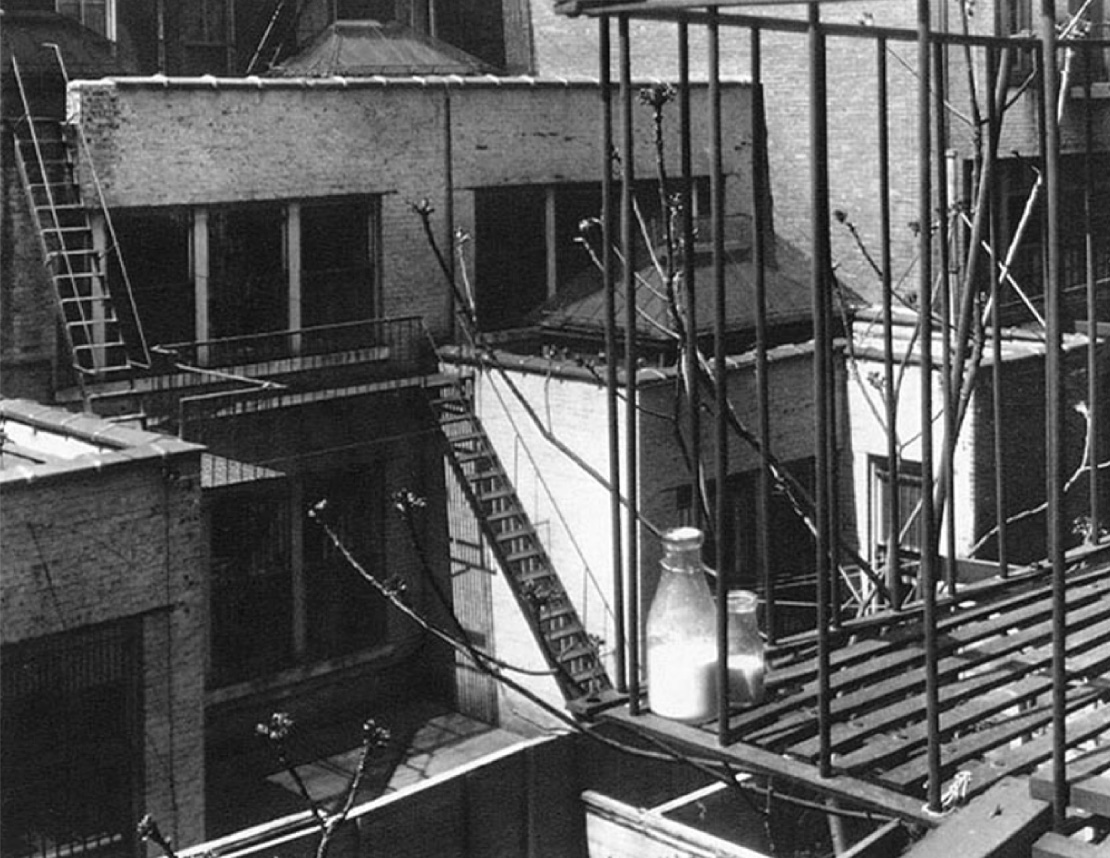
Э. Стейхен. Молочные бутылки на пожарной лестнице, 1915

Речь здесь идёт не о возвращении к наивному натурализму ранней фотографии, а о модернизме: в городских видах и природных объектах выявляются абстрактные формы, утверждается индустриальная и машинная эстетика (Чарльз Шилер).
Прямая фотография продолжает развиваться в 1920-е годы и достигает своего пика в творчестве представителей Группы F/64 (1932—1935) — Эдварда Уэстона, Анселя Адамса и других. Уэстон исследует фактуру и формы природных объектов (Раковина, 1927, Перец № 30, 1930), снимает обнажённую натуру (Обнажённая, 1936). Адамс создаёт классические чёрно-белые пейзажи и разрабатывает зонную систему, позволяющую подбирать параметры экспозиции и обработки плёнки в соответствии с творческим замыслом.

##### Европейский модернизм
Европейская фотография в 1920-е годы также захвачена модернизмом.
В Италии ещё в 1910-е А. Дж. Брагалья создаёт футуристическое направление в художественной фотографии — фотодинамизм.

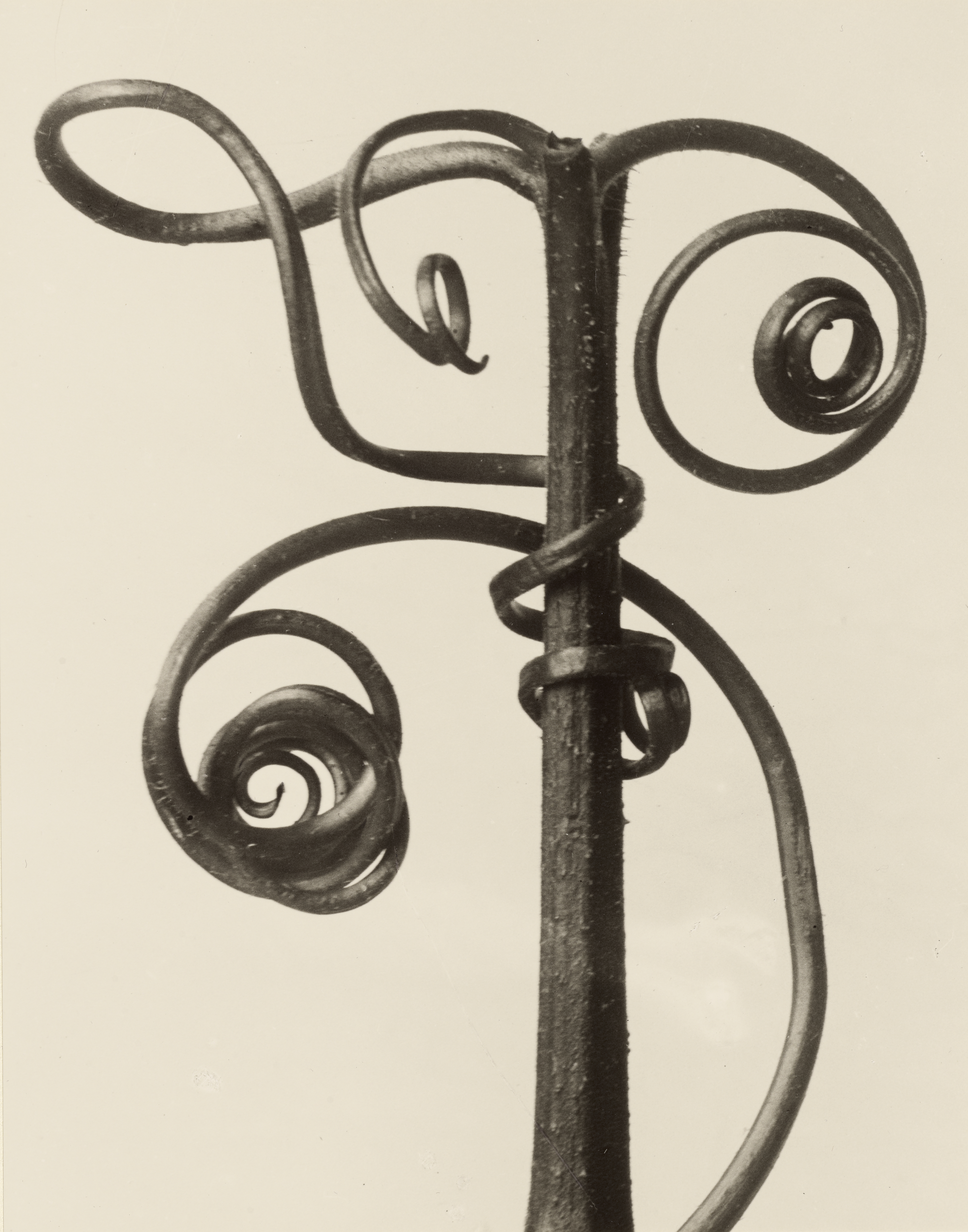
К. Блоссфельдт. Тыква, 1928

В Германии развивается во многом близкое к американскому модернизму художественное движение «Новая вещественность», которое в области фотографии представляют Альберт Ренгер-Патч, Карл Блоссфельдт и Август Зандер. Их отличает стремление к объективной и детальной передаче объекта, в случае Ренгер-Патча и Блоссфельдта — с выраженным вниманием к форме. Зандер в 1910-е — 1920-е годы работает над монументальным фотопроектом «Люди XX века», желая запечатлеть в серии документальных портретов представителей всех классов и слоёв германского общества; его первый альбом «Лицо нашего времени» будет опубликован в 1929 году.
Немецкие дадаисты — Джон Хартфилд с Георгом Гроссом в 1916-м и Рауль Хаусман с Ханной Хёх в 1918-м — открывают технику фотоколлажа, которую вскоре подхватят советские фотографы.
Интернациональное авангардное течение «Новое видение» выразило в фотографии влияние немецкого Баухауса и советского конструктивизма. Для работ этого направления характерны необычные ракурсы, диагональная композиция («косина»), крупное кадрирование, тяготение к абстрактности изображения; исследуются нестандартные техники: соляризация у Ман Рэя; фотограмма у Кристиана Шада, Ман Рэя, Мохой-Надя; фотомонтаж и коллаж у Мохой-Надя, Александра Родченко и других, мультиэкспозиция.

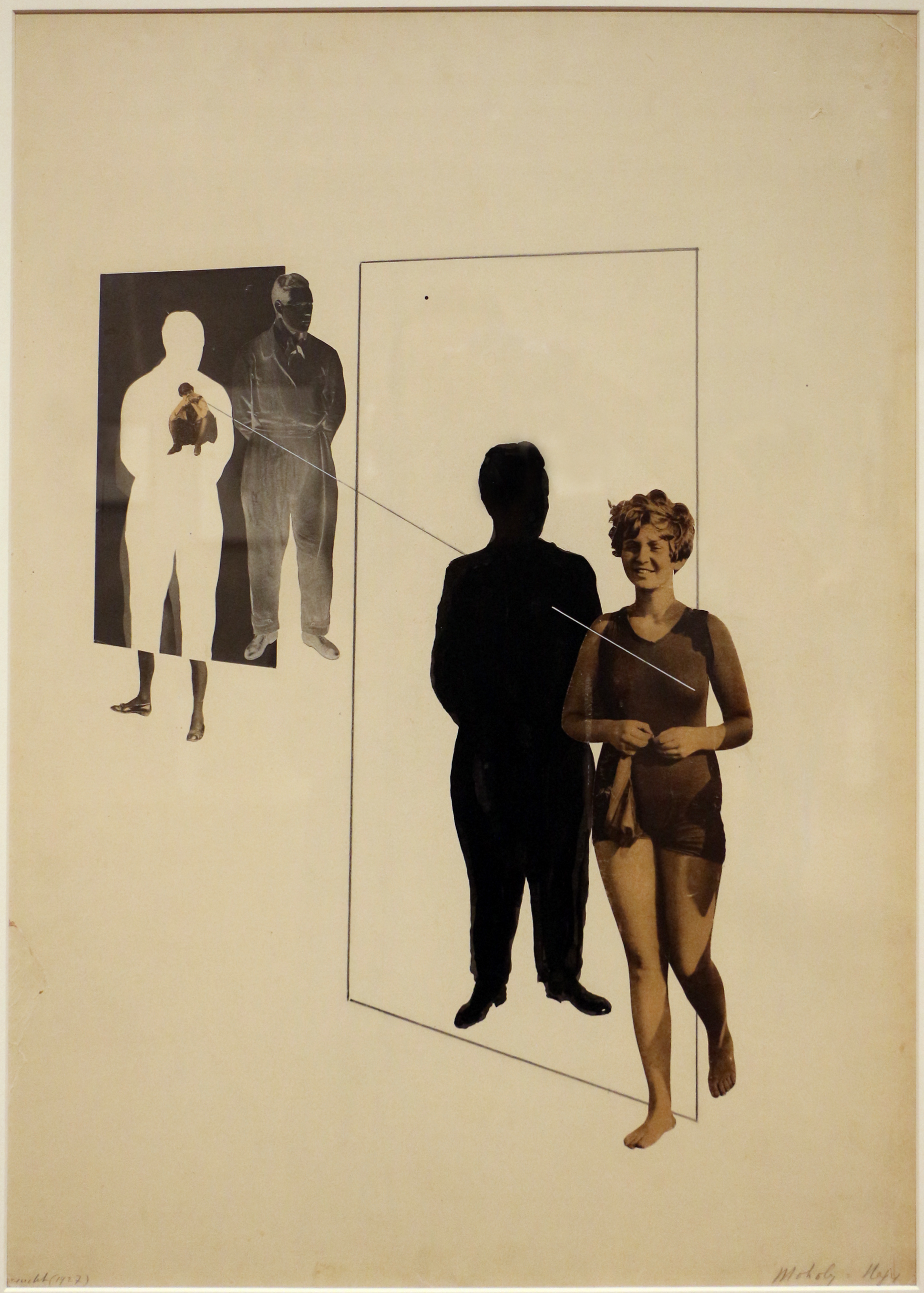
Л. Мохой-Надь. Ревность, 1927

Сюрреалисты — это в первую очередь Ман Рэй, а также Морис Табар, Рауль Юбак, Ганс Беллмер, Поль Нуже, Жак-Андре Буаффар, Клод Каон, Филипп Халсман и другие — активно применяют упомянутые и некоторые другие нестандартные техники, создают постановочные изображения, вовлекают в своё художественное пространство сторонний фотоматериал.

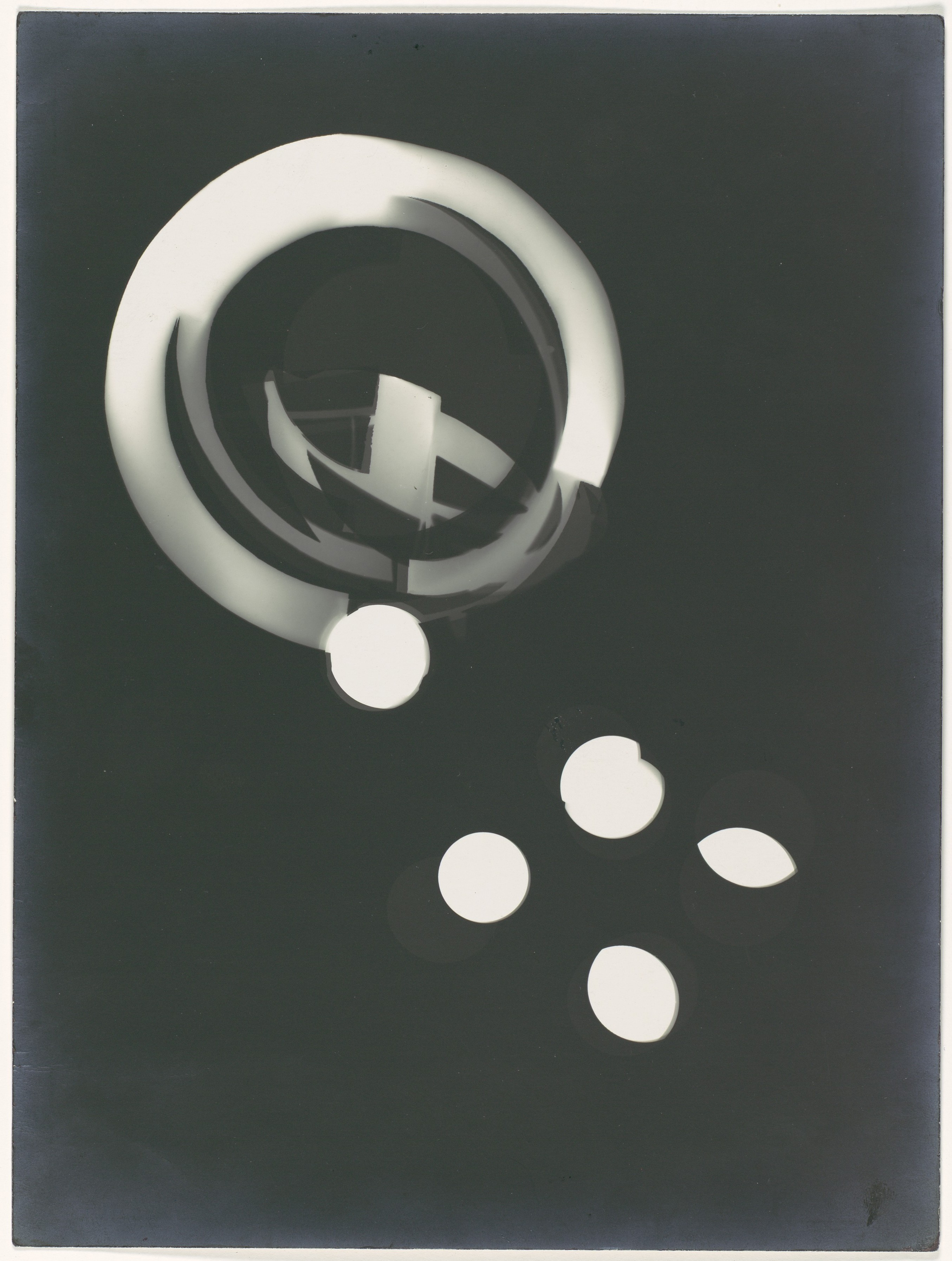
Л. Мохой-Надь. Фотограмма, 1925

Жермена Круль, начинавшая в 1910-е годы с пикториализма, в 1920-е сближается с различными течениями модернизма; в 1928 году выходит её известная фотокнига «Металл».
В Чехии работают Франтишек Дртикол, Йозеф Судек, Яромир Функе, Ярослав Рёсслер.
В 1929 году в Штутгарте проходит крупная выставка FiFo (Film und Foto), продемонстрировавшая накопленный фотографией разных стран опыт; позднее эта выставка демонстрируется в Австрии и Швейцарии, а в 1931 году — в Японии.

##### Латинская Америка
С 1920-х годов и до конца века продолжается карьера мексиканца Мануэля Альвареса Браво — одного из крупнейших фотографов Латинской Америки.
Подруга Эдварда Уэстона Тина Модотти вместе с ним работает в 1920-е годы в Мексике, оказывая заметное влияние на культурную жизнь Мехико, в том числе на молодого Альвареса Браво.

### Документальная фотография
К предшественникам документальной фотографии относят военных фотографов 1850-х — 1860-х годов, снимавших Крымскую войну и Гражданскую войну в США, хотя из-за вынужденно длинной выдержки их фотографии в большинстве своём были постановочными, к тому же авторы не всегда умели и стремились придать чисто репортажному снимку эстетическое измерение.

#### Ранняя уличная фотография

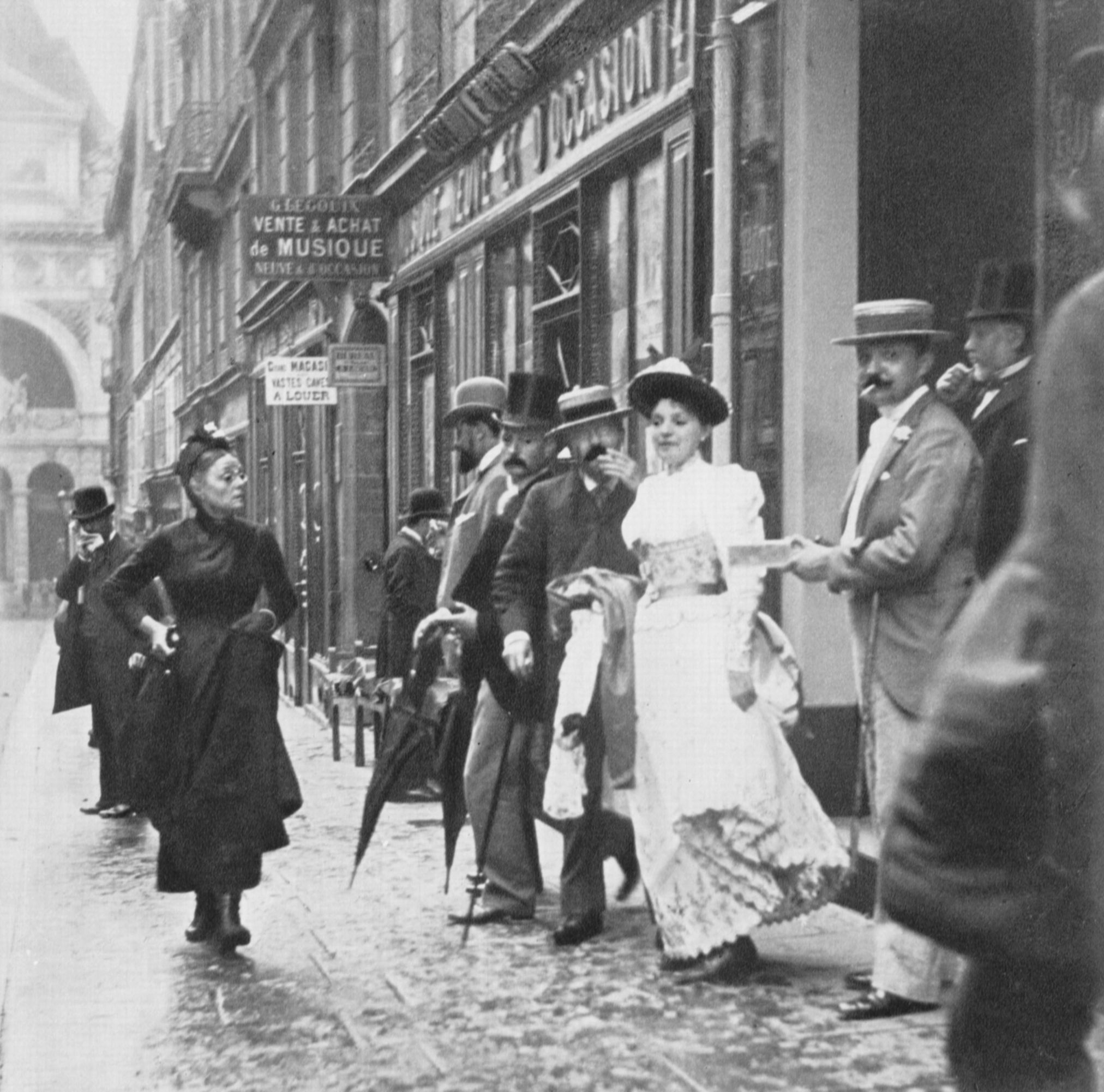
Джузеппе Примоли. Поклонники Режан, 1889

По той же технической причине были постановочными и уличные сценки, которые снимал в 1850-е Шарль Негр, однако к 1880-м годам выдержки уже существенно сократились.
Пионерами уличной фотографии считаются работавшие в 1890-е годы голландец Георг Брейтнер, итальянец Джузеппе Примоли, британец Пол Мартин (снимавший скрытой камерой, а также запечатлевший ночные виды в серии «Лондон при газовом свете», 1895—1896).

#### Социальная фотография

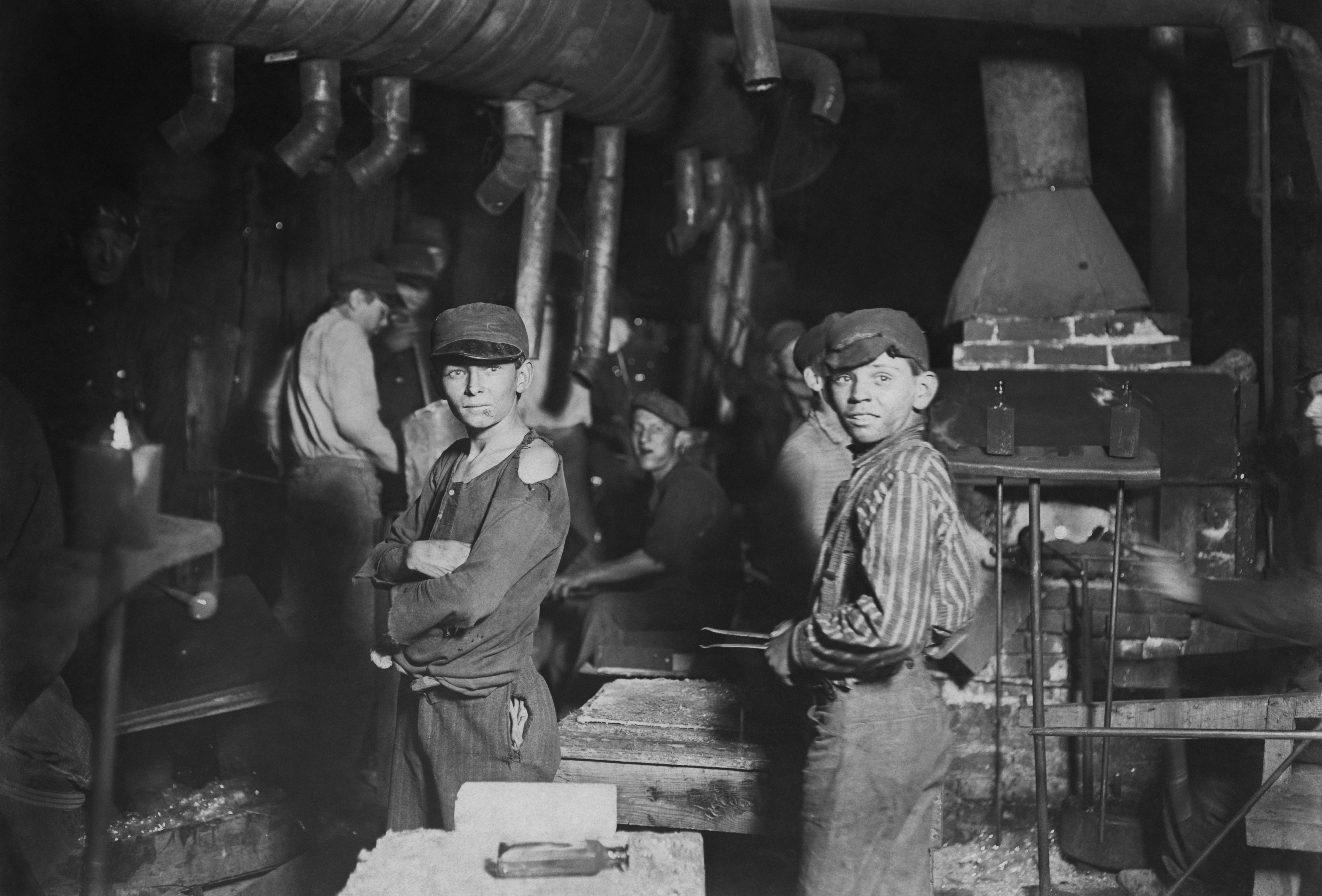
Л. Хайн. Стекольный завод. Полночь. Индиана, 1908

Ещё в XIX веке, несмотря на технические ограничения (такие как съёмка со штатива из-за длинных выдержек), начинает развиваться социальная документалистика. Джон Томсон в 1876—1877 годах издаёт журнал «Уличная жизнь Лондона», а в 1878-м выпускает одноимённую книгу. В Нью-Йорке Якоб Риис на протяжении 1880-х снимает жизнь городских трущоб и публикует книгу «Как живёт другая половина» (1890), он считается первым фотожурналистом, который начал использовать вспышку. Льюис Хайн принимает эстафету, в 1900-е — 1910-е годы фотографируя нелёгкую жизнь американских иммигрантов и детей, занятых на производстве; в 1920-е — 1930-е годы он уже в более оптимистичной манере продолжает снимать рабочий класс, в известной серии кадров документирует строительство Эмпайр-стейт-билдинг.
В масштабном социальном проекте Управления по защите фермерства (1935—1942) под руководством Роя Страйкера приняли участие Уокер Эванс, Доротея Ланг и ещё девять фотографов, создав документальный портрет сельской Америки времён Великой депрессии из десятков тысяч снимков (среди наиболее известных: «Мать-переселенка» Д. Ланг, «Элли Мэй Берроуз, жена издольщика»  У. Эванса, «Пыльная буря»  и выбеленный череп вола  А. Ротштейна — все 1936 года).
В 1935—1951 годах действует влиятельная нью-йоркская Фотолига — объединение и школа фотографов левых взглядов.

#### Пропагандистская фотография
В СССР в 1920-е — 1930-е годы бурно развивается документально-пропагандистская фотография. Крупнейшие фотографы этого времени, большинство из которых входили в художественное объединение «Октябрь», — Александр Родченко, Борис Игнатович, Аркадий Шайхет, а также Абрам Штеренберг, Борис Кудояров, Дмитрий Дебабов, Елеазар Лангман и другие — утверждают авангардную конструктивистскую эстетику «Нового видения» (ракурсная съёмка, «косина», крупное кадрирование).

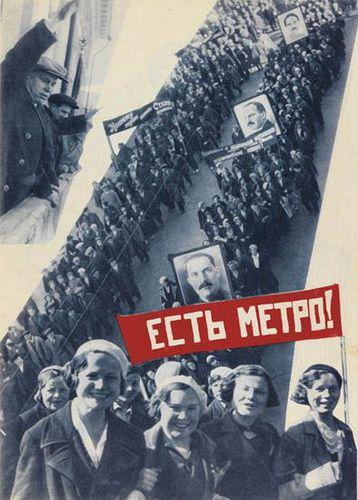
Эль Лисицкий. Есть метро! («СССР на стройке», 1935, № 8)

С начала 1930-х годов ведущую роль в советской фотографии играет фоторепортаж. Развиваются различные формы повествовательного сочетания фотографий: фотомонтаж (включая и совмещение фотоизображений с плакатной типографикой и иными элементами оформления, — Александр Родченко, Эль Лисицкий, Густав Клуцис), фотосерия и фотокнига.
Крупнейшие экспозиции этого времени — «Выставка советской фотографии за 10 лет» (1928), «Первая всесоюзная выставка фотоискусства» (1937).
В Германии эстетику фотомонтажного плаката развивает Джон Хартфилд.

#### Фотожурналистика

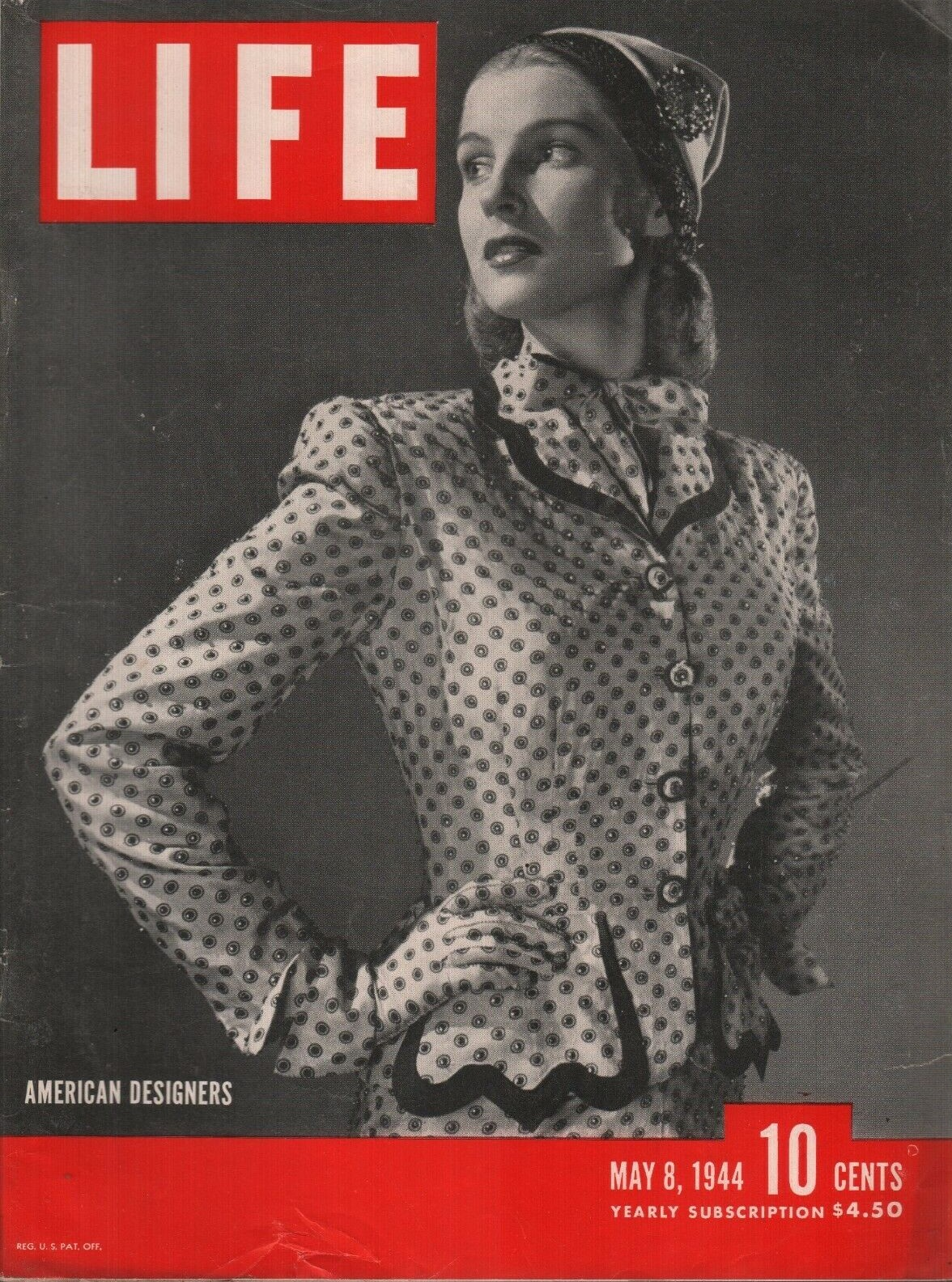
Обложка журнала «Life», 1944

Появление в 1880-е — 1890-е годы полутоновой, а в 1900-е офсетной печати сделало возможным качественное воспроизведение фотографий в периодике (до этого с фотографии делалась гравюра, с которой уже производилась печать), и к началу XX века «практически во всех журналах непременно имелся раздел под общим названием типа “Мир в картинках”, где публиковались фотографии знаменитостей, политических деятелей, представителей высшего общества, освещались праздничные события». Внедрение и совершенствование в 1910-е — 1930-е годы фототелеграфа позволяет оперативно передавать снимки. Грандиозный успех выпущенного на рынок в 1925 году фотоаппарата «Лейка» приводит к распространению малоформатной фотографии — лёгких, мобильных, малозаметных камер. В конце 1920-х на смену шумным и дымным магниевым вспышкам приходят лампы-вспышки. Эти четыре технологических фактора — и, конечно, растущий спрос на новостную прессу — приводят к тому, что 1930-е — 1950-е годы становятся «Золотым веком фотожурналистики» (позднее инициатива перейдёт к новостному телевидению). Миллионными тиражами издаются иллюстрированные еженедельники: немецкие Berliner Illustrirte Zeitung (1892—1945), Münchner Illustrierte Presse (1924—1944), французский Vu (1928—1940), американский Life (1936—1972), британский Picture Post (1938—1957).

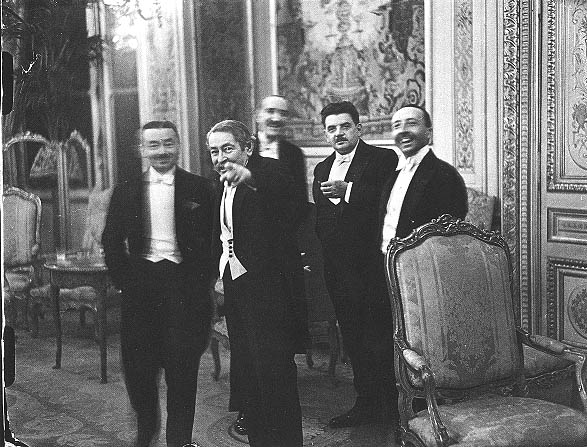
Э. Саломон. Министр иностранных дел Франции Аристид Бриан указывает на фотографа со словами: «Вот он, король бесцеремонности!». Париж, 1931

Всеевропейскую известность приобрёл немецкий фотожурналист Эрих Саломон, с конца 1920-х и до своего ареста нацистами в 1940-м снимавший — часто скрытой камерой, спрятанной в шляпе, портфеле, книге и т. п. — на дипломатических встречах и в судах. С конца 1920-х годов в Германии, а позднее в США снимает Альфред Айзенштадт. Эталон международного фотожурналиста Роберт Капа, выразивший своё кредо словами «Если твои снимки недостаточно хороши, значит, ты был недостаточно близко», появляется везде, где идёт война, с начала 1930-х до своей гибели в 1954 году. Американский фоторепортёр Виджи прославился в 1930-е — 1940-е годы ночной криминальной хроникой Нью-Йорка; его манера оказала влияние на американскую фотографию второй половины XX века.
Неисчерпаемым источником материала для фотожурналистики становится трагедия Второй мировой войны; многие крупные фотографы снимают военные действия и их последствия, а некоторые — как Евгений Халдей, Дмитрий Бальтерманц — известны теперь именно своими работами военного времени. Среди известных фотографий: 11 снимков высадки в Нормандии, которые сделал под пулями Роберт Капа, и другие.

#### Авторская документальная фотография

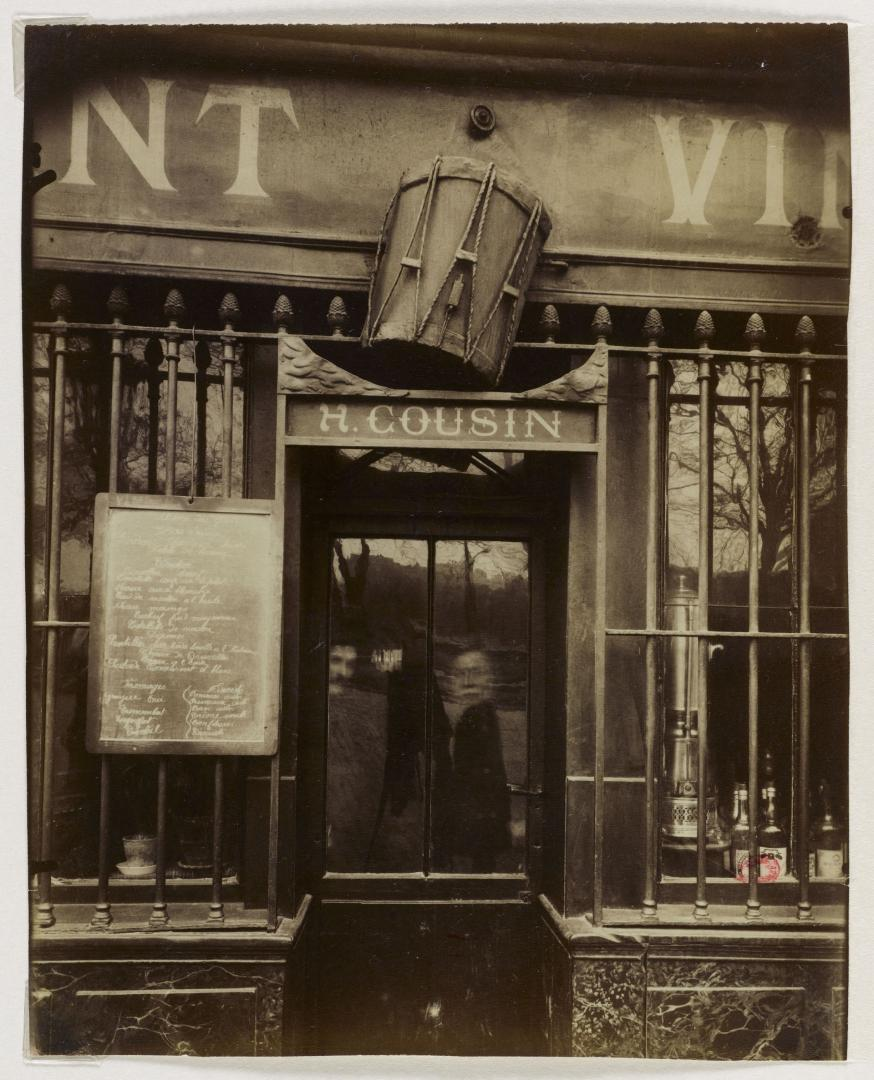
Э. Атже. Ресторан «Au Tambour», 1908

Ещё во времена расцвета пикториализма в совершенно отличной от него манере работал французский фотограф Эжен Атже: он снимал старый, уходящий доосмановский Париж, повседневную жизнь города начиная с 1888 года, но признание пришло к нему лишь со второй половины 1920-х благодаря сюрреалистам и Беренис Эббот, много сделавшей для сохранения и популяризации работ Атже и воплотившей его подход в съёмке Нью-Йорка 1930-х.
С начала XX века, с детских лет снимал Жак-Анри Лартиг; известность принесла ему выставка его ранних фотографий в MoMA в 1963 году.

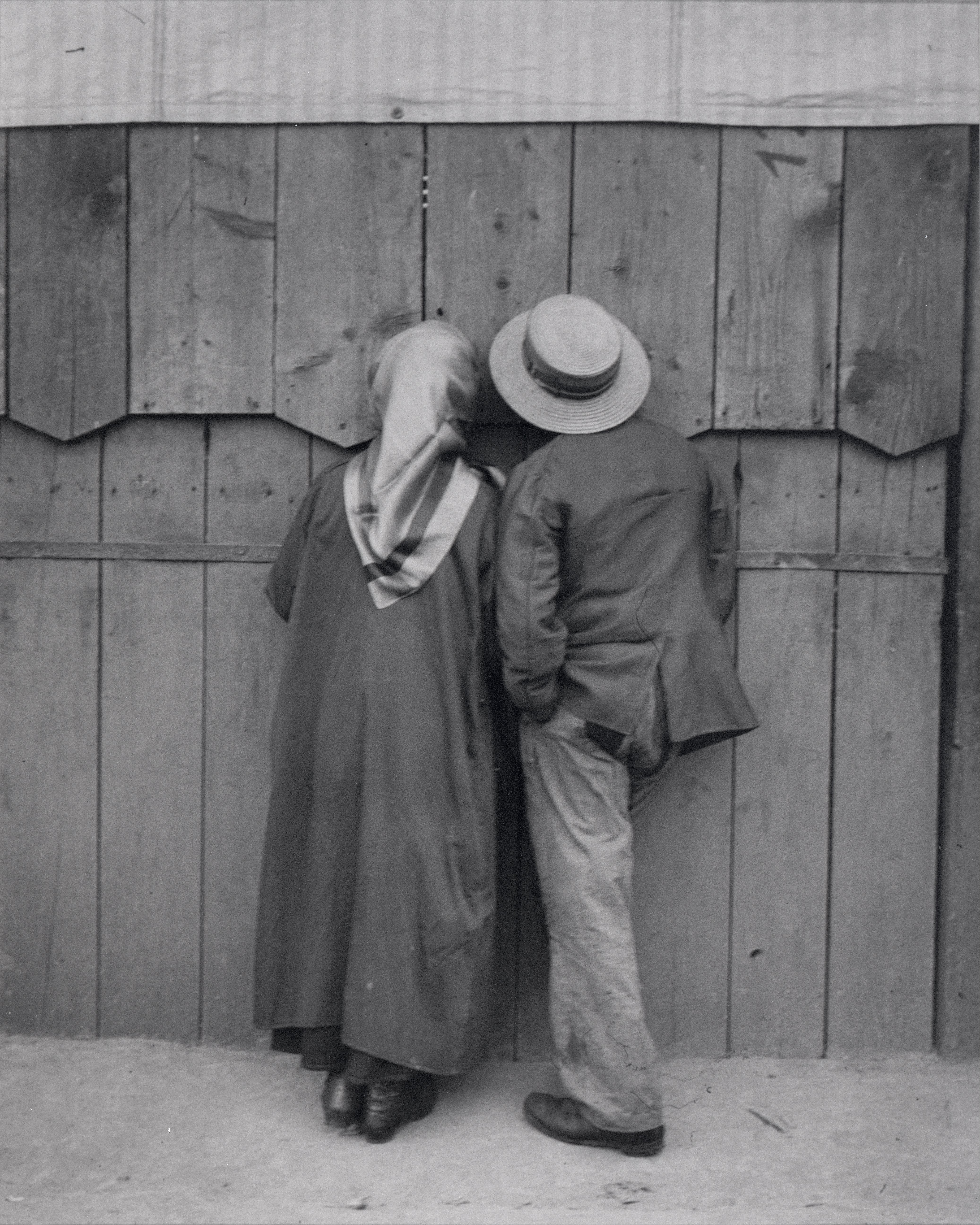
А. Кертес. Цирк, Будапешт, 19 мая 1920

Крупнейшим мастером документальной фотографии был Андре Кертес, с 1912 года работавший в Венгрии, затем во Франции, позднее в США. Кертес «первым соединил в своём творчестве линии функциональной (журнальной-фоторепортажной) и авторской фотографии, диалектика которых представляет чуть ли ни главную интригу ее классического периода». Как скажет позднее Картье-Брессон, «что бы мы ни делали, Кертес сделал это первым».
Особняком стоит Август Зандер, чьи работы 1910-х — 1920-х содержат элементы как документальной — уличной и социальной, так и портретно-постановочной фотографии.
Документальная фотография продолжает развиваться в Европе в 1930-е годы, соединяя в себе авторское и репортажное (журналистское) начала: путём выхода снимков к публике выступает множество иллюстрированных журналов. Среди наиболее заметных фотографов, творческий путь которых начался в это десятилетие: французы Брассай — сотрудничавший с сюрреалистами, однако замечая, что «всегда стремился выражать реальность, потому что нет ничего более сюрреального», Анри Картье-Брессон — одна из самых влиятельных фигур за всю историю медиума, Робер Дуано — мастер лирической, даже сентиментальной уличной съёмки, Вилли Рони — которого вместе с Картье-Брессоном и Дуано относят к основателям «гуманистической фотографии»; англичанин Билл Брандт. Популярна уличная фотография, выходят книги «100x Paris» (1929) Жермены Круль, «Ночной Париж» (1929) Брассая, «Париж глазами Андре Кертеса» (1934), «Ночь в Лондоне» (1938) Билла Брандта.

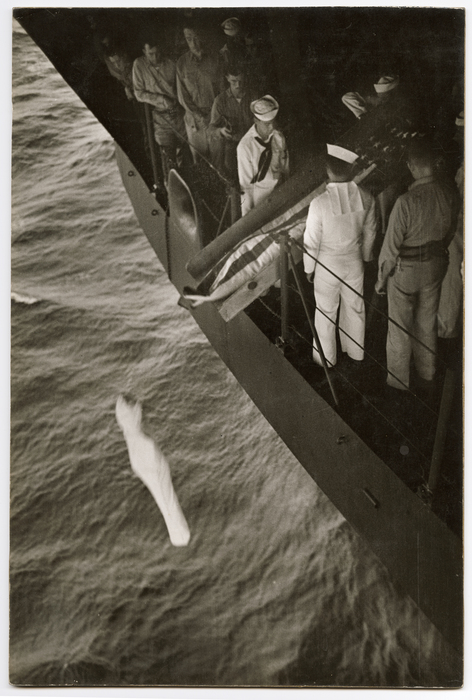
Ю. Смит. Морское погребение, 1944

В США в 1938—1941 гг. Уокер Эванс незаметно снимает пассажиров нью-йоркской подземки, пряча камеру под пальто ; впрочем, эти фотографии будут опубликованы только в 1966 году. На выдающуюся американскую фотожурналистку 1930-х — 1940-х годов Маргарет Бурк-Уайт оказала влияние советская фотоэстетика. Одним из крупнейших американских фотожурналистов конца 1930-х — 1970-х годов, мастером-основоположником жанра фотоэссе был Юджин Смит. Одновременно с ним на улицах Филадельфии, а после войны — Нью-Йорка снимает Луи Фаурер, мало известный широкой публике, но ценимый коллегами и в своём взгляде и стиле отчасти предвосхищающий поэзию и техническую свободу фотографии 1950-х — 1960-х.
В 1955 году Эдвард Стайхен, будучи с 1947 года куратором MoMA, организует одну из самых значительных в истории фотографии выставок «Род человеческий», которая подведёт итог гуманистической документальной фотографии первой половины XX века.

## Послевоенная фотография

### Продолжение традиций модернизма

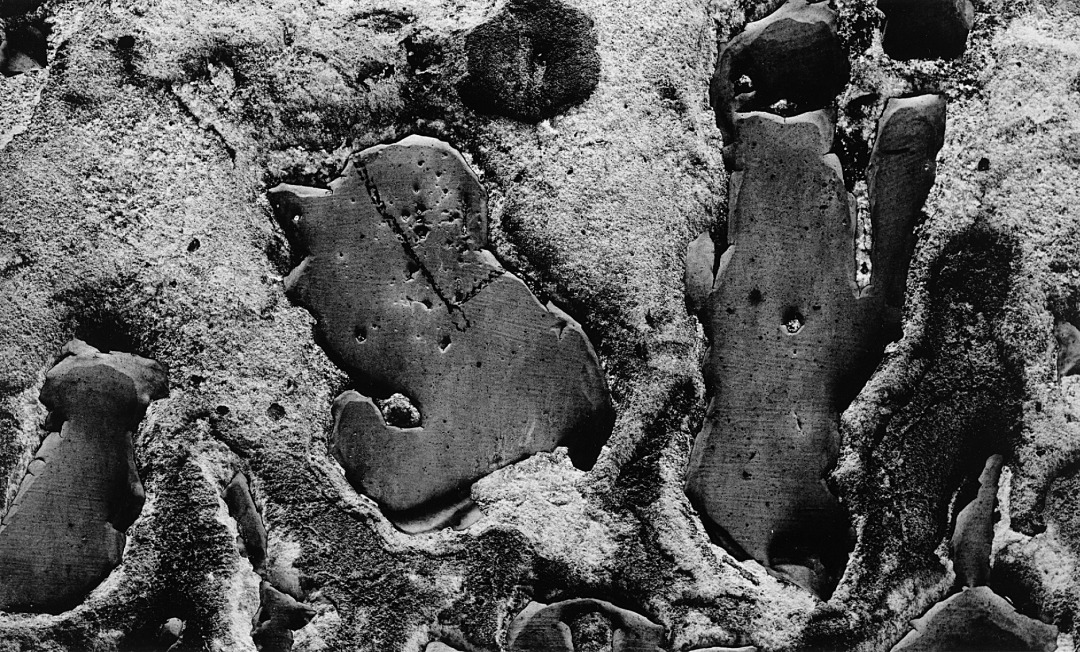
А. Сискинд. 1948

США. Традиции американского формализма с начала 1940-х развивают склонный к абстрактно-минималистичной композиции Гарри Каллахан, использующий фотографию как духовную практику Майнор Уайт и тесно связанный с абстрактным экспрессионизмом Аарон Сискинд. С конца 1940-х пионеры цветной фотографии Сол Лейтер и Эрнст Хаас придают уличным видам Нью-Йорка абстрактно-живописное качество; длинную выдержку и движение камеры, к которым нередко прибегает для этого Хаас, в чёрно-белой уличной съёмке с успехом применяет ещё один представитель Нью-йоркской школы фотографии Тед Кронер. В 1950-е Каллахан и Сискинд преподают в чикагском Новом Баухаусе; учившиеся у них Рэй Мецкер и Кеннет Джозефсон (последний — также у Майнора Уайта), с 1960-х берут курс на «модификацию документального изображения в абстрактный узор», далеко продвинув чёрно-белую фотографию в том же направлении, что Лейтер и Хаас — цветную.
Германия. В охваченной войной Европе не до формальных экспериментов, и только в конце 1940-х — 1950-е годы Отто Штайнерт и возглавляемая им художественная группа Fotoform возрождают под названием «Субъективная фотография» традиции «Нового видения» и Баухауса. В противовес этому течению Берндт и Хила Бехеры с конца 1950-х фотографируют индустриальные сооружения, наследуя объективистский подход школы Новой вещественности. В 1976—1996 Бернд Бехер преподает фотографию в Дюссельдорфской академии художеств, его ученики составят Дюссельдорфскую школу фотографии.
Италия. В 1940-е — 1950-е снимает Джузеппе Кавалли, работы которого отличает светлая тональность. С 1950-х работает испытавший его влияние Марио Джакомелли, прибегавший к различным приёмам съёмки и печати для получения крайне высококонтрастных снимков (особенно популярны серии со священниками ).
Сюрреализм остаётся влиятельным движением. Его эстетику усматривают в работах Билла Брандта, который после войны отходит от документальной манеры и в 1950-е снимает обнажённую натуру, причудливо искажённую широкоугольным объективом. Технику фотограммы, введённую в художественную практику сюрреалистами, со второй половины 1950-х развивает в Германии Флорис Нойсюсс. В США ещё в 1930-е начал снимать К. Дж. Лафлин, которого называют первым американским сюрреалистом (в 1948-м публикуется его самая известная книга «Призраки вдоль Миссисипи»); с 1938-го занялся фотографией перебравшийся из Европы Фредерик Соммер. В 1950-х эстафету принимают американцы Ральф Юджин Митъярд и Джерри Уэлсман, добивающийся сюрреалистического эффекта с помощью фотомонтажа. Испытавший влияние Рене Магритта и других художников-сюрреалистов Дуэйн Майклс стоит особняком как от формалистов, так и от ещё сохраняющих в 1960-е господствующее положение документалистов: он создаёт подобные комиксам нарративные серии фотографий, а в следующем десятилетии (1970-е) начинает также дополнять как отдельные фотографии, так и серии рукописным текстом. Влияние Майклса и других сюрреалистов усматривают в опытах Франчески Вудмен в 1970-е.

### Фотография социального ландшафта в США
С развитием в 1950-е годы телевидения репортажная составляющая документальной фотографии начинает постепенно утрачивать своё значение и на первый план выходит авторское начало: в США формируется фотография «документальная по материалу и индивидуалистически-художественная по типу его интерпретации», при этом охват социального материала расширяется, включая некоторые маргинальные и прежде табуированные области.
Развивается уличная фотография, происходит постепенное освобождение от многих прежних канонов. В 1930-е годы в Европе, а с начала 1940-х в США работает Лизетта Модел, среди известных работ — ранняя серия портретов богатых обитателей шезлонгов на Английской набережной в Ницце в 1934 году, затем витринные «Отражения» и модернистски фрагментированные «Бегущие ноги» в первые годы в Нью-Йорке; её крупноплановая, «прямая и брутальная» манера оказала влияние на следующее поколение американских фотографов.
В 1950-е годы подход Модел развивают и радикализируют Уильям Кляйн и Роберт Франк. Их фотографии отличает эстетика любительского снимка: естественный свет, нередко заваленный горизонт, смазы, зернистость. В отличие, скажем, от Картье-Брессона, Кляйн и Франк не стремятся оставаться невидимыми: порой они включаются в сюжет, фиксируя реакцию участников на себя. В 1956 году в Париже выходит быстро ставшая классической книга У. Кляйна с нью-йоркскими фотографиями; в 1960-м — аналогичная книга о Риме, в 1964-м — книги о Москве и Токио. В 1958 году — также в Париже — вышла книга Р. Франка «Американцы» с 83 фототографиями, сделанными в путешествии по дорогам США. Как Кляйн, так и Франк после периода занятия фотографией переходят в кинематограф.

Д. Арбус. Близнецы, 1967. — «…Она размещала людей как художник-портретист и затем снимала их в любительской манере. Это столкновение противоречащих друг другу стилей оказывало поразительное влияние на ее образы, такие как портрет сестёр-близнецов»

Лизетта Модел и Роберт Франк, а также Виджи и Уокер Эванс становятся ориентирами для американских фотографов 1960-х — представителей фотографии «Социального ландшафта», или «Новой документальности»: Ли Фридлендера, Гарри Виногранда и Дианы Арбус. Подобно предшественникам, эти фотографы демонстрируют выраженный социальный интерес (в случае Дианы Арбус — в особенности к маргинальному), ещё более индивидуальный взгляд, а с формальной стороны — решительную приверженность эстетике любительского снимка.

### Фотожурналистика и документалистика

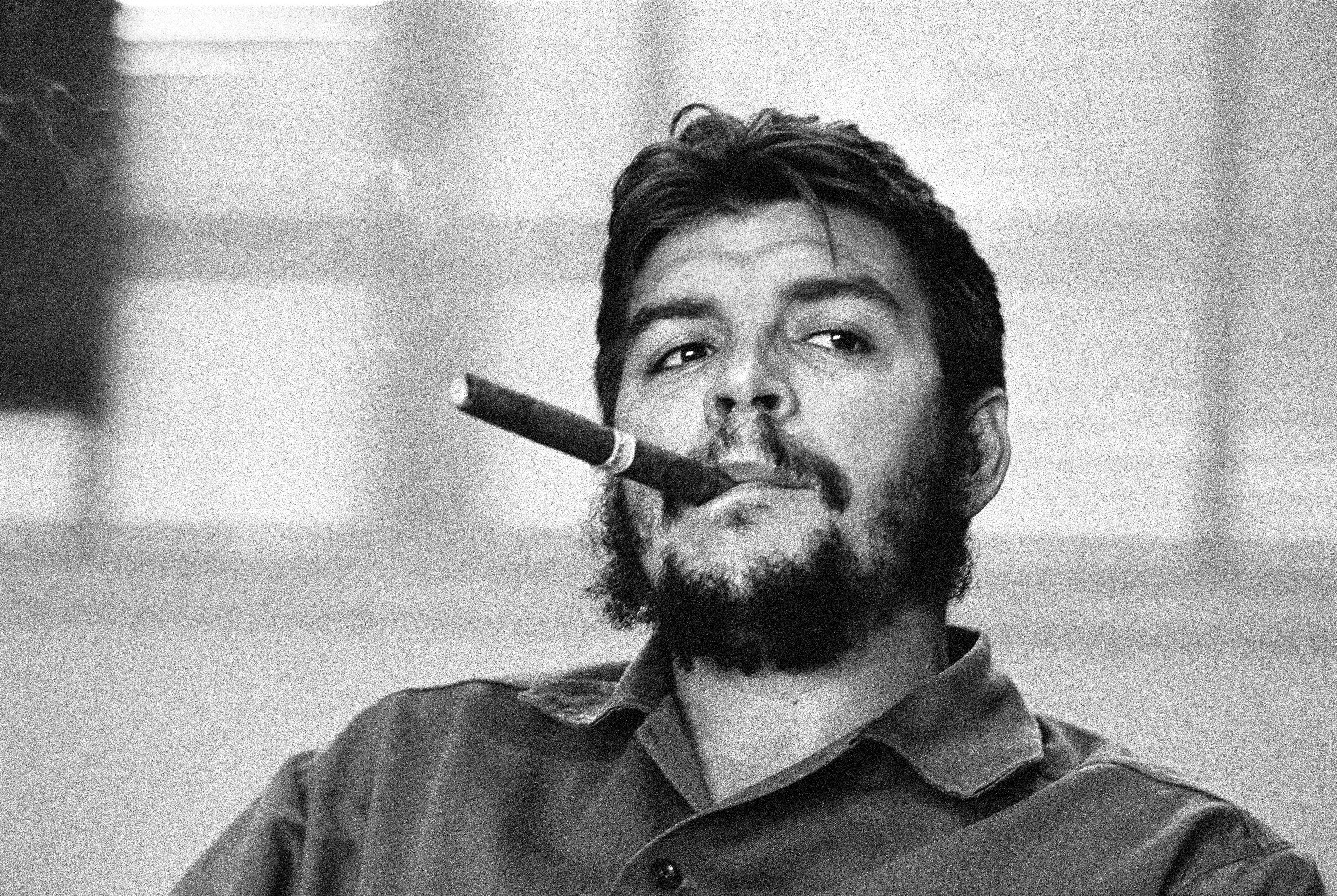
Р. Бурри. Че Гевара, 1963

В 1947 году Картье-Брессон, Роберт Капа и несколько их коллег основывают международное агентство «Магнум» — кооператив, объединивший фотожурналистов, в работе которых акцент переносится «с сенсационного, сугубо новостного эффекта на личную интерпретацию события». Вскоре ряды агентства пополняют такие крупные фотографы, как Вернер Бишоф, Эрнст Хаас, Эллиотт Эрвитт, Марк Рибу, Рене Бурри, Брюс Дэвидсон и другие.
В 1960-е репортажная фотография в США вступает в период кризиса, постепенно утрачивая под натиском телевидения своё информационное значение. В Европе фотожурналистика, особенно из горячих точек, по-прежнему играет заметную роль, традиции авторской фотожурналистики в стиле агентства «Магнум» продолжают итальянцы Джанни Беренго Гардин и Романо Каньони, французы Раймон Депардон и Жиль Карон (погиб в 1970 г.), британец Дон Маккалин, чех Йозеф Куделка и другие. В целом европейская фотожурналистика 1960-х, подобно американской документалистике 1950-х — 1960-х годов, постепенно «освобождается от гуманистического пафоса, сдвигаясь в сторону откровенно субъективного художественного выражения». В СССР с начала 1960-х работает Владимир Лагранж. Мастером спортивной фотографии был Лев Бородулин, в 1950-е — 1960-е годы работавший в журнале «Огонёк».
С начала 1950-х на улицах Нью-Йорка и Чикаго снимала Вивиан Майер, однако она не обнародовала свои фотографии и слава пришла к ней лишь в XXI веке, когда после её смерти был обнаружен огромный фотоархив. Уличную жизнь неблагополучных районов Барселоны с конца 1950-х незаметно снимает Жоан Колом.

### Любительское движение в СССР
В СССР в конце 1950-х — начале 1960-х годов с наступлением «оттепели» даёт трещину директивно установленная в 1930-е монополия официозной фотожурналистики: по всей стране открываются фотоклубы, любительское движение становится главной творческой силой в развитии фотографии. В 1960-е годы в среде фотолюбителей преобладает документально-уличная фотография; в 1970-е авторы пускаются в стилистические поиски, активно прибегая к обработке негатива и позитива при печати и к фотомонтажу, и при сохранении общей социально-документальной направленности в работах этого периода усиливается индивидуально-авторское начало, «принцип самовыражения» (так же как это происходило в американской документалистике 1950-х — 1960-х).
В Москве с конца 1950-х снимает Анатолий Болдин, в Ленинграде с начала 1970-х — Борис Смелов и другие. Сторонники внесюжетной фотографии Вячеслав Тарновецкий, Борис Савельев, Сергей Лопатюк и Александр Слюсарев — все, кроме последнего, родом из украинских Черновцов — образовали «Группу Четырёх», выставка которой прошла в 1978 году в Музее фотографии в Шяуляе. Особенно сильные школы формируются в более свободной Прибалтике: в Литве — Антанас Суткус, Александрас Мацияускас, Римантас Дихавичюс (работы в жанре «ню»), Виталий Бутырин (сюрреальные фотомонтажи) и другие; в Латвии — Гунар Бинде и другие.
Традицию русского пикториализма продолжает с середины 1960-х Анатолий Ерин, а с конца 1970-х Георгий Колосов — члены московского фотоклуба «Новатор».

### Цветная фотография
На протяжении третьей четверти XX века постепенно завоёвывает своё место в искусстве цветная фотография. Несмотря на успешные разработки цветной плёнки в 1930-е годы, её дороговизна, сложность в обработке и при съёмке с искусственным освещением, а также репутация инструмента рекламы и общие эстетические предпочтения фотографического сообщества долгое время препятствовали вхождению цветной фотографии в сферу искусства.
Начиная с 1948—1949 гг. значительный корпус цветных фотографий создают Сол Лейтер (в Нью-Йорке) и Эрнст Хаас (по всему миру). В 1962 году MoMA организует ретроспективу работ Хааса за 10 лет — первую для этого музея персональную выставку цветной фотографии, не считая выставки американского натуралиста Элиота Портера в 1943 году. С конца 1950-х параллельно с чёрно-белой плёнкой снимает на цветную фотожурналист Рене Бурри. Однако цветные работы остаются пока скорее исключением.
Уильям Эглстон, с середины 1960-х создающий тщательно выполненные стилизации под любительский «снимок навскидку», насыщенные цветом и заполненные лишённой всякого драматизма повседневностью, в 1976-м удостаивается выставки в MoMA, что — несмотря на шквал критики — закрепляет институциональное признание цветной фотографии. Представитель «Новой топографии» (по названию выставки 1975 года) Стивен Шор снимает в цвете, на крупноформатную камеру столь же обыденные виды с начала 1970-х; выставка его цветных работ проходит в MoMA в том же 1976 году.
Среди пионеров цветной документалистики — японец Ихэи Кимура, представивший уличную жизнь французской столицы в фотокниге «Париж» (1974), и Рагубир Сингх: «Именно Сингх вернул цвет в жанровую и уличную фотографию 1970‑х. Однако меньшая известность индийского мастера по сравнению с европейцами заставляет задуматься о проницаемости границ „западного канона“».

## Эпоха постмодернизма (1970-е — )

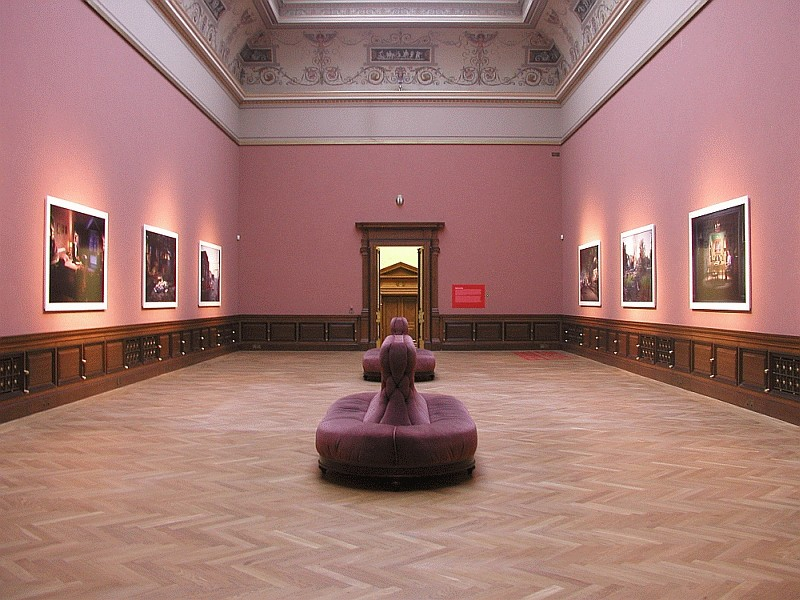
Фотография в пространстве современного искусства. — Выставка Грегори Крюдсона в галерее «Рудольфинум», 2008

С начала 1970-х годов фотография сближается с современным искусством — как в творческих установках, так и институционально. Авангардом движения выступают США. Ещё в 1940 году были открыты Американский музей фотографии Л. У. Сиплея в Филадельфии и отдел фотографии в MoMA, в 1949 году открылся фотографический музей Джорджа Истмана, с начала же 1970-х отделы фотографии появляются в других крупных музеях разных стран, организуются международные фотофестивали, возникает всё больше фотогалерей (ранее бывших редкими исключениями), фотография выходит на аукционы. Что касается творческих установок, то в это время — в первую очередь в США — снижается общественное значение фотожурналистики, одновременно высказываются теоретические сомнения в объективности документальной фотографии, — в самом деле, уже для американских документалистов 1950-х — 1960-х камера была скорее инструментом индивидуального художественного зрения, нежели объективной фиксации, в 1970-х же этот подход углубляется; всё это — вкупе с возросшим интересом к фотографии со стороны современных художников — приводит к разрыву с документальностью: фотография смыкается с постмодернизмом и концептуализмом. 

…Фотографии теперь представляют собой копии без оригиналов. Если раньше были реальность и фотография с нее, теперь остается только фотография.
В 1990-е широкое распространение получает цифровая обработка изображений. Начинается постепенный переход к цифровой фотографии.

### Художественная фотография

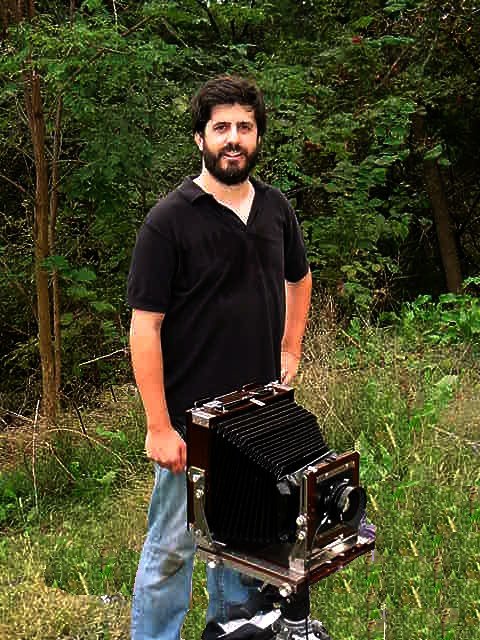
Фотограф XXI века: Алек Сот с крупноформатной камерой

Сделав более чем столетний круг, к 1970-м художественная фотография возвращается к постановочным сценам, с которых — в подражание живописи — некогда начиналась. Вместо знаменитой «Лейки» многие фотографы теперь, подобно дагерротипистам прошлого, пользуются не только штативом и дополнительным светом, но и крупноформатными камерами, чтобы увеличивать потом до огромных размеров отпечатки, рассчитанные уже не на газетно-журнальную полосу, а на музейно-галерейное пространство.
Фотография следует разнообразным стратегиям из арсенала постмодернизма: рефлексирует над собственной природой, обращаясь к ранним и нетрадиционным фотографическим технологиям или играя в документальность; присваивает готовые произведения и заимствует методы и темы других визуальных искусств — и сама становится материалом и методом (фотореализм) для них; напротив, отстраняется от собственной визуальности, превращая себя в средство передачи идей.
Художественная фотография этого времени (за исключением работ концептуалистов) чаще всего цветная.

#### Кино, живопись, инсталляция как методы
В своих подходах и методах фотография эпохи постмодерна нередко следует путями других визуальных искусств, древних и новых.
Кино. С конца 1970-х канадец Джефф Уолл, сам называющий свой метод «кинематографическим», снимает крупноформатной камерой тщательно срежиссированные сцены, которые на первый взгляд представляются документальными; фотографии он демонстрирует на полупрозрачной пленке в лайтбоксах, с 1990-х использует цифровые технологии обработки изображений. Американец Филип-Лорка Ди Корсия со второй половины 1970-х смешивает стили документальной и постановочной фотографии, «балансируя между неформальным снимком и образностью постановочной композиции, играя с естественным и искусственным светом»: снимки его первых серий («A Storybook Life», «Family and Friends», 1970-е—) постановочны, но стилизованы под документальные, а позднее при съёмке случайных прохожих он использовал скрытые источники света, придавая фотографии живописно-кинематографичный эффект («Streetwork», 1993—1999) и выхватывая из толпы отдельные лица («Heads», 2000—2001). Американец Грегори Крюдсон с 1990-х выстраивает и снимает крупноформатной камерой сцены из жизни пригородной Америки — с налётом сюрреальности, кинематографичные по сюжету и тщательной постановке света, иногда даже с привлечением известных актёров — по словам автора, «фильмы в один кадр»; с 2000-х он также прибегает к цифровым технологиям обработки, и его серию «Под розами» (2003—2005) по технике и стилистическому эффекту сравнивают с работами О. Г. Рейландера, применявшего ещё в 1850-х композитную печать.
Живопись. С 1970-х американец Джоел-Питер Уиткин создаёт шокирующие фотокартины, наполненные телесностью, уродствами и смертью, наследуя сюрреалистам, фотографии XIX века и живописи эпохи барокко.
Фотографы исследуют традиционные жанры живописи, испытывая заметное влияние последней. С начала 1990-х Ринеке Дейкстра из Голландии, пользуясь крупноформатной камерой и вспышкой, снимает серии ростовых портретов, которые сравнивают с работами Августа Зандера, Дианы Арбус, старых мастеров; особенно известна ранняя серия «Пляжные портреты» с подростками. Немка Лоретта Люкс с 2000-х создаёт своеобразные детские портреты, подвергая фотографии цифровой обработке и манипуляциям и порой дополняя нарисованными фонами. Натюрморты с 1990-х фотографирует Лора Летински из Канады, испытавшая влияние фламандской и итальянской живописной традиции; с 2000-х — Ута Барт из Германии. Доминирующей формой пейзажа становятся городские, рукотворные, изменённые человеком виды. В 1975 году в США проходит влиятельная выставка «Новая топография», обозначившая эту тенденцию. Преображённые руками человека пейзажи снимает с 1980-х канадец Эдвард Буртинский. С 1990-х Андреас Гурски — представитель Дюссельдорфской школы фотографии — создаёт огромные, тщательно обработанные на компьютере фотокартины, снятые обычно с высокой точки и изображающие «мир современной глобализированной повседневности», которые устанавливают рекорды стоимости на аукционах. Близок подход Андреаса Гефеллера, с помощью компьютерной обработки создающего недоступные простому зрению виды рукотворных пейзажей: так, в серии «Наблюдения» (2002—2009) , сшивая на компьютере множество сделанных с земли снимков, он получаёт вид сверху «с той точки, которая в реальности не существует». С начала 2000-х фотографируют городскую среду немец Михаэль Вольф и итальянец Оливо Барбьери, придающий снятым с высоты сценам видимость миниатюрных моделей с помощью сдвига и наклона объектива.
Живописный эффект придаёт пейзажу продолжительная экспозиция: на выдержках до 20 минут, крупноформатной камерой, в ночное время снимает с 1990-х безлюдные городские виды Рут Блис Люксембург; британец Даррен Алмонд начал в 1998 серию «Полнолуние», фотографируя традиционные для пейзажной живописи виды природы при полной Луне с выдержкой от 15 минут. Ещё бо́льшие выдержки и другие нетрадиционные техники применяют с 1990-х в традиционных жанрах пейзажа, портрета и натюрморта Михаэль Уэсли, Чак Клоуз, Гари Шнайдер, Ричард Лиройд, Крис Маккоу и другие.

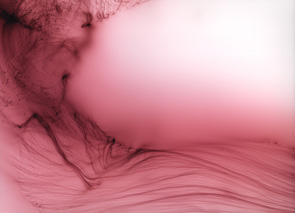
В. Тильманс. Freischwimmer 26, 2003. Люминограмма

Фотография не желает отставать и от абстрактной живописи. Популярным методом создания абстрактных изображений становится съёмка вне фокуса: этим путём следуют в 1990-е немка Ута Барт, которая развеществляет таким образом виды природы и интерьеров («Фон», 1992—1997), американец Билл Армстронг и испытавший влияние Мондриана Гастон Бертен , которые вырезают свои композиции из репродукций и цветной бумаги, в 2000-е — американец Виктор Шрагер , моделями которому служат книги. Другой подход — размывающая изображение длинная выдержка, как у Габора Оза. Абстрактные цветные изображения — химиграммы и химограммы, люминограммы и цианотипы — создаются и без использования камеры.

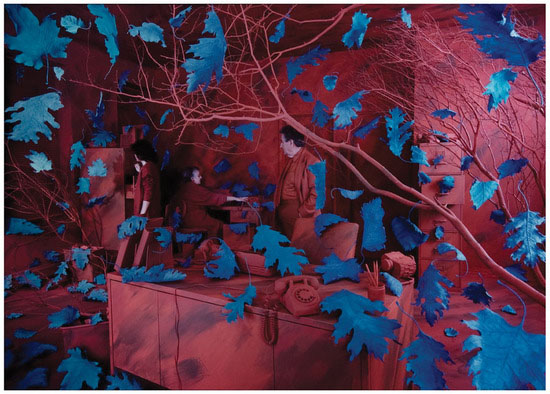
С. Скоглунд. Ветерок за работой, 1987

Инсталляция. Ещё одно направление — создание пространственных объектов и сцен для их последующего фотографирования. Начиная с 1970-х в близкой к сюрреализму манере работает в США Сэнди Скоглунд: она создаёт, а затем фотографирует сложные инсталляции, часто наполненные повторяющимися объектами. С середины 1970-х конструирует и снимает модели интерьеров и целых кварталов Джеймс Касебере. Немец Томас Деманд с 1990-х создаёт из бумаги и картона — обычно по фото из какого-нибудь журнала — и затем фотографирует крупноформатной камерой натуралистичные модели интерьеров, нередко исторически значимых помещений (например, для фотографии «Комната» 1994 года — модель взорванной комнаты, где заговорщики покушались на Гитлера). Художник и фотограф Владислав Ефимов с 1990-х снимает создаваемые им причудливые предметы и инсталляции. Бразилец Вик Мюнис с 1990-х фотографирует свои недолговечные «картины из подручных материалов».
Фотография используется для запечатления объектов ленд-арта, а также перформансов, хэппенингов и тому подобных явлений современного искусства; так, американец Спенсер Туник с 1990-х организует и фотографирует флешмобы из сотен и тысяч обнажённых людей.

#### Цитирование, апроприация, концептуализм
Фотография охотно прибегает к таким общим стратегиям постмодернизма, как цитирование, апроприация и концептуализм.
Цитирование. Не только методами, но и темами, конкретным содержанием фотография нередко обязана знаменитым полотнам, реже — фильмам или фотоработам. Произведения вышеупомянутого Джеффа Уолла часто содержат аллюзии на классические картины. Американка Синди Шерман снимает саму себя в серии фотографий «Кадры из фильмов без названия» (1977—1980), стилизованных под кадры из несуществующих кинофильмов. А в фотосерии «Исторические портреты» (1988—1990) Шерман, используя накладные части тела, предстаёт в виде модели с картин старых мастеров (подобные работы создаёт и японец Ясумаса Моримура). Андрей Чежин снимает в 1990-е цикл «Кнопка и модернизм» — аллюзии на классические живописные и фото-произведения. Американка Шэрон Кор с 2000-х воссоздаёт в своих фотографиях натюрморты Рафаэля Пила, холсты Уэйна Тибо и других живописцев. Вадим Гущин в 2010-е снимает минималистичные натюрморты — по его словам, «предметные абстракции», — воплощая в цветной фотографии супрематизм.
Апроприация. Распространённой стратегией становится включение в собственный художественный контекст «найденных» анонимных (любительских или архивных) фотографий и даже работ других авторов.

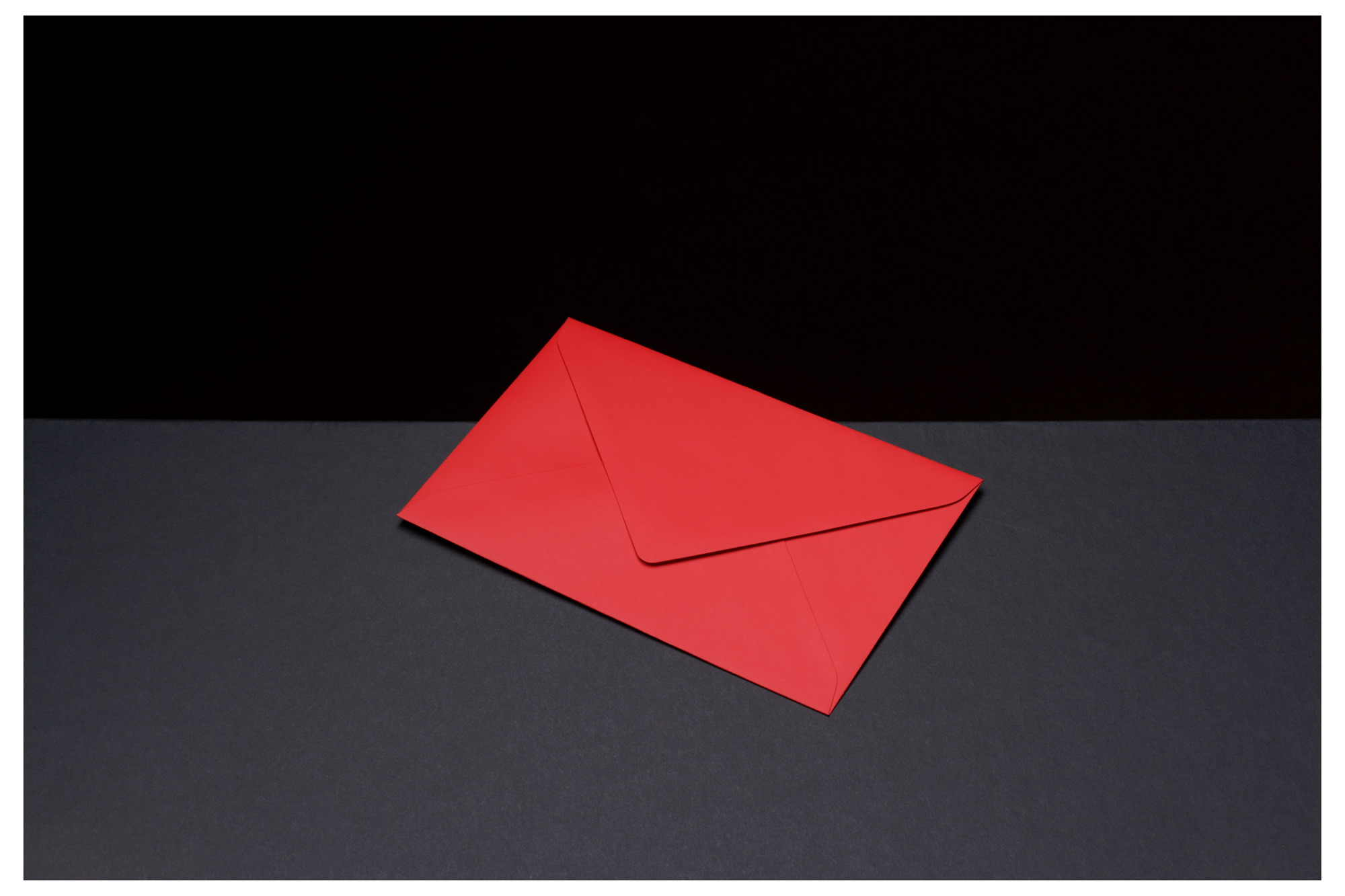
В. Гущин. Цветные конверты, № 3, 2010

К концептуалистской группе американских художников и фотографов «Поколение картинок» (название — от выставки «Pictures» 1977 года) причисляют, помимо вышеупомянутой Синди Шерман, апроприаторов Барбару Крюгер, Ричарда Принса и Шерри Левин, заимствующих — с модификациями или даже без всяких изменений, как в серии Левин «After Walker Evans» (1981) — чужие фотографии. Билл Армстронг с 1990-х коллажирует фрагменты репродукций известных картин или фотографий и переснимает вне фокуса; в те же 1990-е в Великобритании Эммануэль Пердон (р. 1965) переснимает в расфокусе женские лица со старинных картин. Другой британец Идрис Хан с 2000-х спрессовывает заимствованные изображения — все сферические газгольдеры Бехеров, все страницы Корана и т. п. — в единый многослойный образ на грани между абстрактным и фигуративным. Апроприация встречается и в андерграундной советской фотографии: так, Борис Михайлов вручную раскрашивал найденные любительские снимки, наслаивая новый смысл («Лурики», 1971—1985). Пример чистой апроприации — «Чужие фотографии» (1987) Алексея Шульгина. Андрей Чежин в 1990-е трансформирует найденные любительские негативы при печати, создавая образы с участием своего любимого персонажа — кнопки.
Новые возможности открывает цифровая революция. Представитель Дюссельдорфской школы фотографии Томас Руфф с конца 1980-х трансформирует с помощью цифровых технологий чужие изображения — от научных снимков космоса до порнографии из интернета. С 1998 года французская художница Орлан в сериях «Самогибридизации» с помощью цифровой обработки сплавляет своё лицо с портретами индейцев, африканскими масками, скульптурами и масками доколумбовой Америки. На рубеже 2010-х, с появлением сервиса Google Street View, некоторые фотографы — Михаэль Вольф, Джон Рафман — стали заимствовать кадры из автоматически отснятых видов улиц.
Концептуализм. Апроприация — лишь один из приёмов концептуального искусства, для которого воплощаемая идея важнее непосредственного эстетического впечатления.
Кеннет Джозефсон снимает в 1960-е — 1970-е свою самую популярную серию «Фотографии в фотографиях». Влиятельная группа сформировалась в Сан-Диего: в конце 1960-х Марта Рослер создаёт феменистские и антивоенные фотоколлажи, основанные на апроприированных журнальных изображениях (серии «Прекрасное тело, или красота не знает боли», 1966—1972; «Прекрасный дом: война с доставкой на дом», 1967—1972); Элеонора Энтин рассылает в виде почтовых открыток серию фотографий, на которых 50 пар сапог совершают эпическое путешествие по США («100 сапог», 1971—1973).
Фотография используется и как инструмент радикальных концептуалистских высказываний. Так, художник Эд Рушей в 1960-е каталогизирует простые объекты в фотокниге «26 бензоколонок» (1962) и других. Дуглас Хюблер в 1969 году сделал серию из 10 фотографий: он встал в Сентрал-парке и всякий раз, когда слышал птичье пение, делал снимок в направлении звука; в следующем году он выставил серию из 12 фотографий, которые делал каждые две минуты пока ехал по дороге. Серия Кристофера Уильямса «От Анголы до Вьетнама» (1989) состояла из 27 фотографий стеклянных цветков из Гарвардского музея естественной истории, произрастающих в странах, где в 1985 году имели место исчезновения людей по политическим мотивам. Немец Вольфганг Тильманс в 1997 году снимает 56 видов «Конкорда».
Фотографии сопрягаются с текстами — как в серии Джона Балдессари «Неправильно» (1966—1968), у Кита Арнатта («Trouser-Word Piece», 1972—1989 ), в знаменитой работе Марты Рослер «Бауэри в двух неадекватных системах описания» (1974—1975), у Дуэйна Майклса; с видеорядом — как у Элеоноры Энтин («Поймана с поличным», 1973).
В 1980-е концептуализм распространяется и в советской фотографии: различные варианты сочетания фотографий с текстами — найденными или вписанными рукой фотографа — встречаются, например, у Владимира Куприянова («Памяти Пушкина», 1984; «Не отвержи мене от лица твоего…», 1990; и др.), в работах участников московской группы «Непосредственная фотография» Бориса Михайлова, Ильи Пиганова, Игоря Мухина и других. Ещё один участник этой группы Сергей Леонтьев снимает программную серию «Опыты жесткой фотографии» (1988).
Концептуалистские работы появляются и в 1990-е — 2000-е, например у Джиллиан Уэринг (серии «Знаки, говорящие то, что ты хочешь сказать, а не то, что другие хотят от тебя услышать», 1992—1993; «Альбом», 2003).

#### Photo-based art

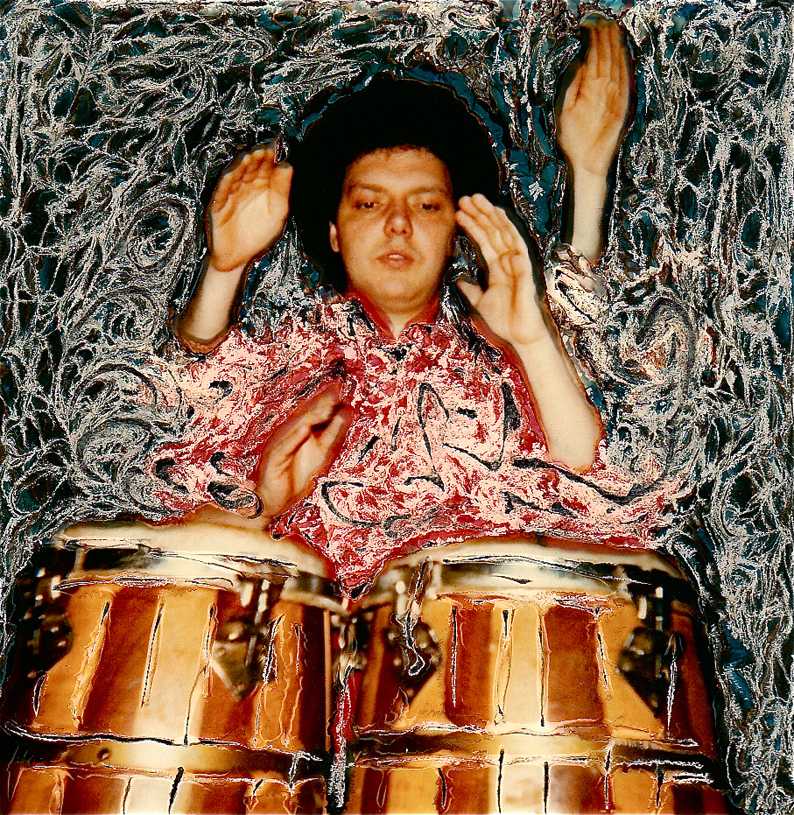
Аугусто Де Лука. Пример поляроид-арта, 1986

Ещё в 1950-х — 1960-х фотографию начали объединять с иными материалами и техниками в своих работах представители современного искусства, например Роберт Раушенберг, Энди Уорхол, Герхард Рихтер, с 1970-х — Гилберт и Джордж и другие. Концептуалист Роберт Хайнекен с 1960-х коллажирует образы масскультуры — журнальные и телевизионные изображения: «Используя наложение, соположение и другие контекстные изменения, я действую как визуальный партизан». Лукас Самарас в серии «Фототрансформации» (1973—1976) подвергает обработке поляроидные снимки, воздействуя на эмульсию во время проявления; Дэвид Хокни в 1980-е составляет из десятков поляроидных снимков огромные кубистские коллажи. Вышеупомянутая Барбара Крюгер с конца 1970-х наносит на фотографии, заимствованные из рекламы и СМИ, плакатного стиля типографику в духе творчества конструктивистов. В России основанные на фотографии произведения создают с 1980-х Илья Пиганов, Михаил Ладейщиков, художественная группа АЕС+Ф и другие.

#### Сближение с документальной фотографией
Происходит некоторое размывание границ между художественной и документальной фотографией. Во-первых, постановочная фотография стилизуется под документальную (Джефф Уолл, Филип-Лорка Ди Корсия). Жоан Фонткуберта и Валид Раад создают концептуалистские псевдодокументальные работы. Во-вторых, художественные приёмы используются в уличной съёмке: тот же Филип-Лорка Ди Корсия задействует скрытый искусственный свет; Алексей Титаренко применяет длинную выдержку и движение камеры; Пол Грэм в серии «Американская ночь» (1998—2002) сильно пересвечивает снимки бедных кварталов, давая стилистический комментарий к социальному неравенству. Встречное движение заметно со стороны репортажной фотографии.

#### Ранние и нетрадиционные технологии

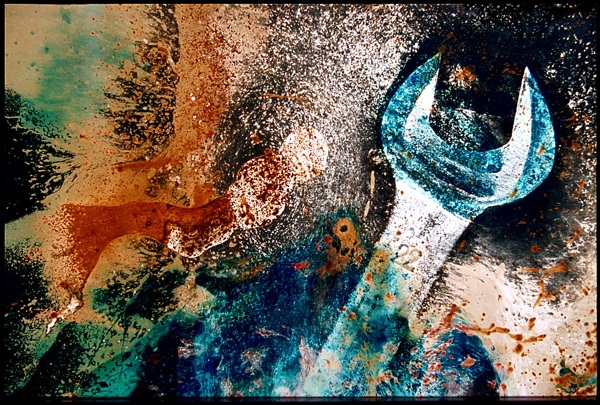
Й. Нойманн. Работа мечты, 1976. Химограмма

Широко практикуется получение фотографий без помощи камеры. Бельгиец Пьер Кордье в 1956 году изобретает и начинает применять для создания абстрактных изображений химиграмму — процесс обработки фотобумаги различными химикатами; в 1974-м немец Йозеф Нойманн называет свою модификацию процесса химограммой. Роберт Раушенберг ещё в 1950—1951 гг. экспериментирует с цианотипией; в 2000-е к ней — в более абстрактном варианте — возвращается Кристиан Марклей. Художественные возможности чёрно-белой и цветной фотограммы исследуют с 1970-х — американец Джеймс Уэллинг, с 1980-х — британцы Сьюзан Дерджес (погружающая фотобумагу в речную воду в лунном свете) и Адам Фасс, с 1990-х — британец Кристофер Баклоу и многие другие. Абстрактные цветные люминограммы — разновидность фотограмм — создают с 1990-х Гарри Фабиан Миллер, с 2000-х — Вольфганг Тильманс и Уалид Бешти.
Интерес к различным ранним и нетрадиционным фотографическим технологиям заметно оживает в 1990-е годы. Энтузиасты возрождают дагерротипию, благо мощные источники света позволяют обходиться без длинных, как некогда, выдержек — так, художник Чак Клоуз снимаёт в этой технике портреты; другие обращаются к мокрому коллодию — как Салли Манн для создания пейзажей. А Абелардо Морелл, Вера Луттер и Габор Оз начинают фиксировать изображения, которые даёт ещё более древняя камера-обскура, превращая в последнюю затемнённые помещения; с 2000-х к этой же технике прибегает британец Ричард Лиройд, получая крупноформатные портреты и натюрморты исключительной резкости.
Экспериментируют также со съёмкой камерой без объектива — стенопом.
Ещё в 1970-е — 1980-е японцы Хироси Сугимото и Хироси Ямадзаки (см.) снимали на многочасовых выдержках, вместо брессоновского «решающего момента» запечатлевая в снимке само течение времени. В 1990-е немец Михаэль Уэсли доводит этот подход до предела, специально сконструированным стенопом снимая натюрморты, природные и городские пейзажи со сверхдлинными выдержками от нескольких дней до нескольких лет. Гари Шнайдер из ЮАР, переехавший в США, в 1990-е — 2000-е создаёт портреты с выдержкой от 8 минут (серия «Головы», с 1989) до часа для ростовых портретов («Обнажённые», 2001—2005), в полной темноте медленно перемещая вокруг модели слабый источник света. Снимающий с 2000-х Крис Маккоу  позволяет солнцу за несколько часов буквально прожечь дорожку в фотоэмульсии и использует эффект соляризации.

### Документальная фотография
К 1970-м репортажная фотожурналистика в США в основном исчерпывает себя, закрываются, проиграв телевидению в борьбе за аудиторию и доходы от рекламы, Life и другие фотожурналы. Основным выходом документальной фотографии к зрителю становятся галереи, музеи и книжные издания.
Документальная фотография этого периода многообразна: она в разной пропорции смешивает авторское и репортажное, социальное и эстетическое начала, в большей или меньшей степени использует и развивает находки 1950-х — 1960-х, прибегает или не прибегает к цвету (чёрно-белое изображение не уступает цвету в популярности, по крайней мере до наступления цифровой эпохи).

#### Кризис документальности
Ставится под сомнение документальная чистота, «правдивость» фотографии. В США участники The San Diego group в творческой практике (Марта Рослер, «Бауэри в двух неадекватных системах описания», 1974—1975; Элеонора Энтин, «Поймана с поличным», 1973) и теоретических статьях выступили с критикой традиционной документальной фотографии, претендующей на гуманистичность и объективность, в особенности социальной документалистики с её тенденцией «противопоставлять „нашу“ половину и другую половину, средний класс и низший класс, себя и других»; в действительности фотография, пишут они, не столько протокольна, сколько экспрессивна, понимание фотографии определяется культурным контекстом, в котором она была сделана и воспринимается, а «торжество абстрактной гуманности становится в любой политической ситуации торжеством достоинства пассивной жертвы». Эту линию критики документалистики продолжила Сюзан Сонтаг в сборнике «О фотографии» (1977) и особенно в поздней работе «Смотрим на чужие страдания» (2003).

Со своей стороны обострила вопрос правдивости цифровая революция, начавшаяся с появлением персональных компьютеров в конце 1970-х — начале 1980-х и предоставившая неограниченные возможности манипулирования изображением. Первым громким случаем цифровой манипуляции стала фотография Гордона Гаана в журнале National Geographic за февраль 1982 года, на которой две египетские пирамиды придвинуты друг к другу, чтобы кадр поместился на вертикальной обложке. Крупный мексиканский документалист Педро Мейер, снимающий с начала 1960-х, в начале 1990-х переходит к цифровым манипуляциям со своим материалом, настаивая на том, что «документирует опыт», а не факты и что фотография, в которой, например, совмещены элементы двух последовательных снимков уличной сцены, не более и не менее «правдива», чем традиционная документалистика с её построением кадра, элементами позирования и постановки, кадрированием, обработкой при печати и пр..

#### Вовлечённая документалистика

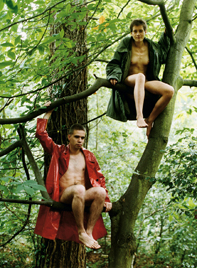
В. Тильманс. Лутц и Алекс сидят на деревьях, 1992

Вариантом преодоления пороков гуманистической документальной фотографии становится откровенно субъективная, вовлечённая документалистика. Начиная с 1963 года Ларри Кларк снимает молодёжь родного города — друзей, с которыми проводит время, — и наркотики, оружие, секс заполняют страницы его нашумевшей фотокниги «Талса» (1971). С 1970-х Нэн Голдин развивает этот подход: её любительского стиля фотографии — некий дневник, отражение личного опыта жизни в ЛГБТ-сообществе, среди наркоманов. В конце 1980-х — начале 1990-х фотолетопись молодёжной культуры ведёт немец Вольфганг Тильманс.
К этому направлению можно отнести и семейную фотографию, и если у Эммета Гоуина, снимающего со второй половины 1960-х, или на снимках Салли Манн, сделанных во второй половине 1980-х и собранных в книге «Immediate Family», модели часто смотрят в камеру, то в масштабной серии «Семья» Алена Лабуаля, снимающего своих детей со второй половины 2000-х, вмешательство фотографа минимально.

#### Сближение с художественной фотографией
Ещё одной тенденцией, как уже говорилось, становится «выход за рамки разделения на репортаж и художественную фотографию». С 1970-х и по настоящее время традиции документализма, в том числе социального, продолжает крупнейший бразильский фотограф Себастьян Сальгаду, под объективом которого чёрно-белая репортажная фотография трансформируется в эпическую «фотокартину»; Сюзан Сонтаг в упомянутой книге 2003 года упрекает его в эстетизации насилия и утверждении бессилия, в «фальшиво-гуманистической риторике». В противоположность ему ироничный британец Мартин Парр, предельно далёкий как от эстетического, так и от гуманистического пафоса, с 1980-х показывает в кричащем цвете «уродливые и смешные стороны человеческого существования».
Продолжая линию С. Лейтера и Э. Хааса, формальную эстетику цветной документальной фотографии с 1960-х развивает Гарри Груйер, с 1970-х — советско-французский фотограф Георгий Пинхасов. С 1990-х в близкой стилистике создаёт как цветные, так и чёрно-белые работы австралиец Трент Парк.
На грани документалистики и концептуализма работают с начала 2000-х Адам Брумберг и Оливер Чэнерин; в концептуалистском протесте против предвзятости военной фотожурналистики они отправились в Афганистан без камер и на 20 секунд подставили под солнечные лучи 6-метровый рулон фотобумаги («День, когда никто не умер», 2008).
В 2000-е годы Алек Сот в своих поездках по стране создаёт крупноформатной камерой «своеобразные, чарующе-обыденные образы современной Америки». Близкий подход к съёмке и противоположный — к материалу демонстрирует Питер Хьюго из ЮАР, который в эти же годы создаёт уличные портреты, снимая в африканских странах «маргинальные или необычные группы людей», — за что его упрекают именно в том вуайеризме и экзотизме, против которого высказывается, например, Эрик Прасетя. Также снимающий в ЮАР американец Роджер Баллен в 1970-е — 1990-е обнаруживает растущий интерес к маргинальным персонажам в стилистике Дианы Арбус, пока на рубеже 2000-х совсем не отказывается от документальности в пользу сюрреалистической образности.

#### Фотожурналистика

С. Маккарри. Афганская девочка (1984) на обложке журнала

Невзирая на теоретические споры, традиционная репортажная фотография рождает новые имена. С 1970-х работает чешско-американский фотожурналист Антонин Кратохвил — смелый экспериментатор в области социальной, военной и иной документалистики, а также портретной съёмки. Войны и конфликты с 1970-х снимают француз Жиль Перес, с 1980-х американец Стив Маккарри, в 1990-е — 2000-е француженка Александра Була. В 1980-е ряды социальных и военных документалистов пополняют француз Люк Делайе, американец Джеймс Нахтвей, в 1990-е — американец Стэнли Грин. Социальной документалистикой в проблемных регионах мира занимаются с 1990-х американец Фазал Шейх (обычно снимающий портреты), c 2000-х американец Мануэль Ривера-Ортис. В России с 1990-х работают фотожурналисты Сергей Максимишин и Олег Климов.

## Фотография моды и знаменитостей

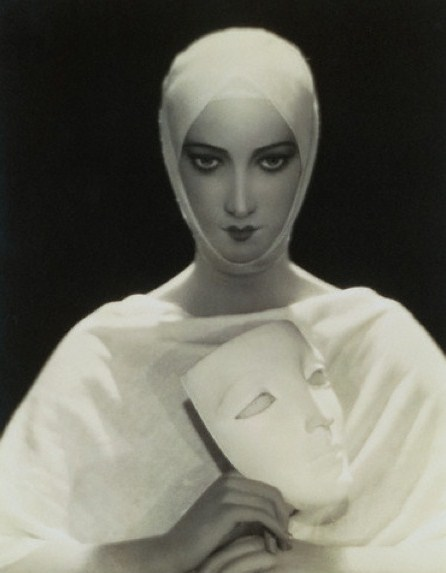
А. де Мейер. Реклама для Элизабет Арден, 1927

Фотография моды и знаменитостей, будучи сама по себе коммерческой, в работе некоторых авторов соседствует и порой граничит с художественной фотографией. Фотография знаменитостей берёт начало с появления «визитных карточек» в 1854 году, фотография моды формируется как жанр с начала XX века. Коммерческая фотография испытала влияние всех существовавших течений — от пикториализма до модернизма, сюрреализма, а затем фоторепортажа и т. д. Из крупных фотографов моду и знаменитостей, среди прочего, снимали Эдвард Стайхен (в период 1923—1938 годов) и Ман Рэй. Другие мастера жанра: с конца XIX века снимал пикториалист барон Адольф де Мейер, начиная с 1920-х — барон Жорж Гойнинген-Гюне, Сесил Битон, с 1930-х — Хорст П. Хорст, Эрвин Блюменфельд, Мартин Мункачи, с 1940-х — Ирвин Пенн, Ричард Аведон, с 1950-х — Ги Бурден, с 1960-х — Дэвид Бейли, с 1970-х — Хельмут Ньютон (снимавший и ранее, но с начала 1970-х — в радикально эротической манере). С 1940-х до конца жизни работал в придуманном им жанре портретной съёмки в естественной обстановке Арнольд Ньюман. Мастером портретной съёмки 1940-х — 1980-х годов был Юсуф Карш.

## Тематическая фотография

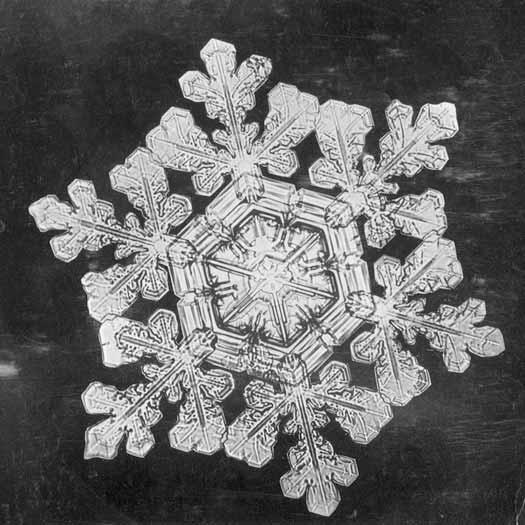
Уилсон Бентли по прозвищу «Снежинка», 1890. Микрофотография

Куда бы ни вели магистральные пути развития фотографии, всегда находились мастера, которые, по выражению Сюзан Сонтаг, «замкнулись в своей одержимости (как Льюис Кэрролл с девочками или Диана Арбус с празднующими Хэллоуин)». Уилсон Бентли (а в России — Андрей Сигсон) ещё в XIX веке фотографировал под микроскопом снежинки. Карл Блоссфельдт с помощью камеры собственного изготовления занимался макросъёмкой растений; его работы были впервые изданы в 1928 году в книге «Urformen der Kunst». Леннарт Нильссон исследовал своим объективом кровеносные сосуды и внутренние полости человеческого тела; его фотографии человеческих эмбрионов в утробе матери были собраны в книге «Ребенок родился» (1965). Гарольд Эджертон разрабатывал технику для скоростной фотосъёмки, позволившую ему запечатлеть падение капли молока, полёт пули, первые миллисекунды ядерного взрыва и многое другое; с конца 1930-х с ним сотрудничал Гьен Мили, так же как и Эджертон известный фотографиями с применением стробоскопа.

## Фотография на Востоке

### Ближний Восток
С начала 1970-х работал иранский фотожурналист Аббас Аттар.

### Бангладеш
В Бангладеш с начала 1980-х снимает фотожурналист Шахидул Алам.

### Юго-Восточная Азия
Вьетнамский фотожурналист Ник Ут в 1972 году сделал знаменитую фотографию «Ужас войны» («Напалм во Вьетнаме»).
Филиппинский фотожурналист Алекс Балуят работает с 1980-х.
Индонезийский уличный фотограф Эрик Прасетя работал в 1997 году с Сальгаду и, многому научившись, пришёл к во многом противоположному подходу — «эстетике банального»; в предисловии к его книге «Джакарта. Эстетика банального» (2011) Фирман Ишсан пишет, что Прасетя «критиковал традиционный эстетический подход, замечая, что большинству фотографов свойственна эстетика среднего класса, склоняющаяся к вуайеризму или романтизму, если не к экзотизму — ситуация, которую должен преодолеть фотограф, снимающий чтобы добраться до „правды“».
Малайский фотограф Че’ Ахмад Азхар с 2000-х занимается уличной фотографией в Куала-Лумпуре.
Сингапурский концептуалист Джон Клэнг в серии «Время» (2009) создаёт коллажи из разорванных и склеенных фотографий.

## Фальсификация фотографий
Интерес общественности и искусствоведов к проблеме подделки старинных фотографий, имеющих историческую и художественную ценность привлёк судебный процесс 1978 года против художника Грэма Овендена и фотографа Говарда Грея. Они создали фотографии в стиле и технике раннего викторианского фотоискусства и приписали их никогда не существовавшему фотографу, якобы жившему в 1840-е годы Фрэнсису Хетлингу. Эти снимки были выставлены в Лондонской портретной галерее, а затем проданы частным коллекционерам. Суд оправдал фальсификаторов.
Историки фотоискусства и эксперты вынуждены были признать, что случай с Фрэнсисом Хетлингом продемонстрировал лёгкость подделки старых фотографий: «Не существует исторического фотографического процесса, который нельзя было бы воспроизвести сегодня», — утверждала искусствовед Изабель Анскомб.